# Strzelce Opolskie
Strzelce Opolskieⓘ (daw. Wielkie Strzelce niem. Groß Strehlitz, śl. Wielge Strzelce) – miasto w Polsce położone w województwie opolskim, siedziba powiatu strzeleckiego oraz gminy miejsko-wiejskiej Strzelce Opolskie. Historycznie leży na Górnym Śląsku, na zachodnim skraju Wyżyny Śląskiej, na północno-wschodnim stoku Góry Świętej Anny, w pobliżu granicy z województwem śląskim.
Według danych GUS z 1 stycznia 2024 r. miasto liczyło 16 975 mieszkańców.

## Położenie i podział miasta
Miasto Strzelce Opolskie położone jest w południowo-zachodniej Polsce, we wschodniej części województwa opolskiego, na jego pograniczu z województwem śląskim. Zlokalizowane jest na północno-wschodnim stoku Garbu Chełmu.
Według Krajowego Rejestru Urzędowego Podziału Terytorialnego Kraju częściami Strzelec Opolskich są:
- Adamowice
- Farska Kolonia
- Koszary
- Mokre Łany
- Nowa Wieś
- Suche Łany

Ponadto częściami Strzelec są następujące osiedla:
- os. Milionerów
- os. Piastów Śląskich
- os. Zydlungi

## Środowisko naturalne

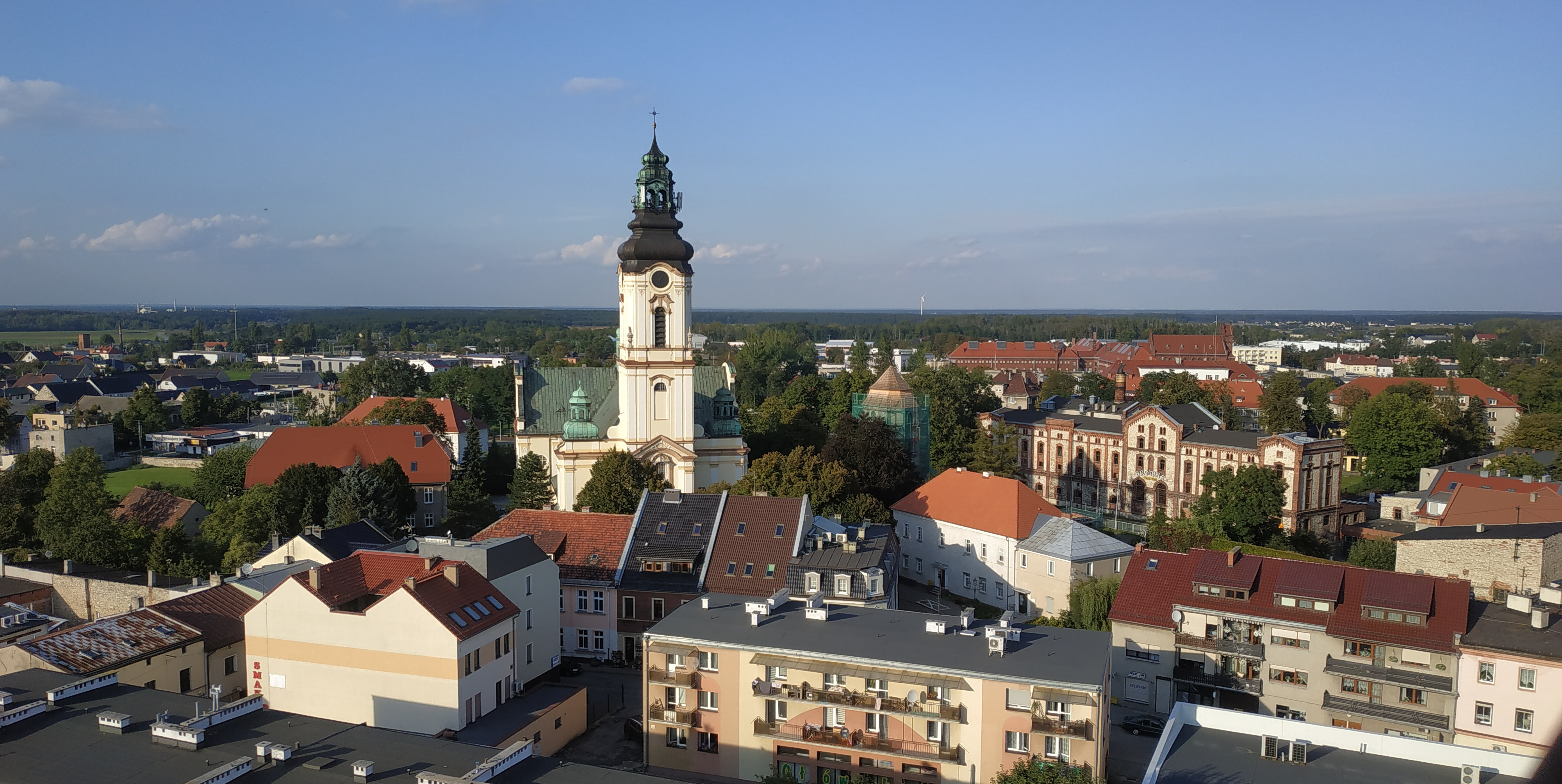
Widok na miasto z wieży ratuszowej w kierunku północnym

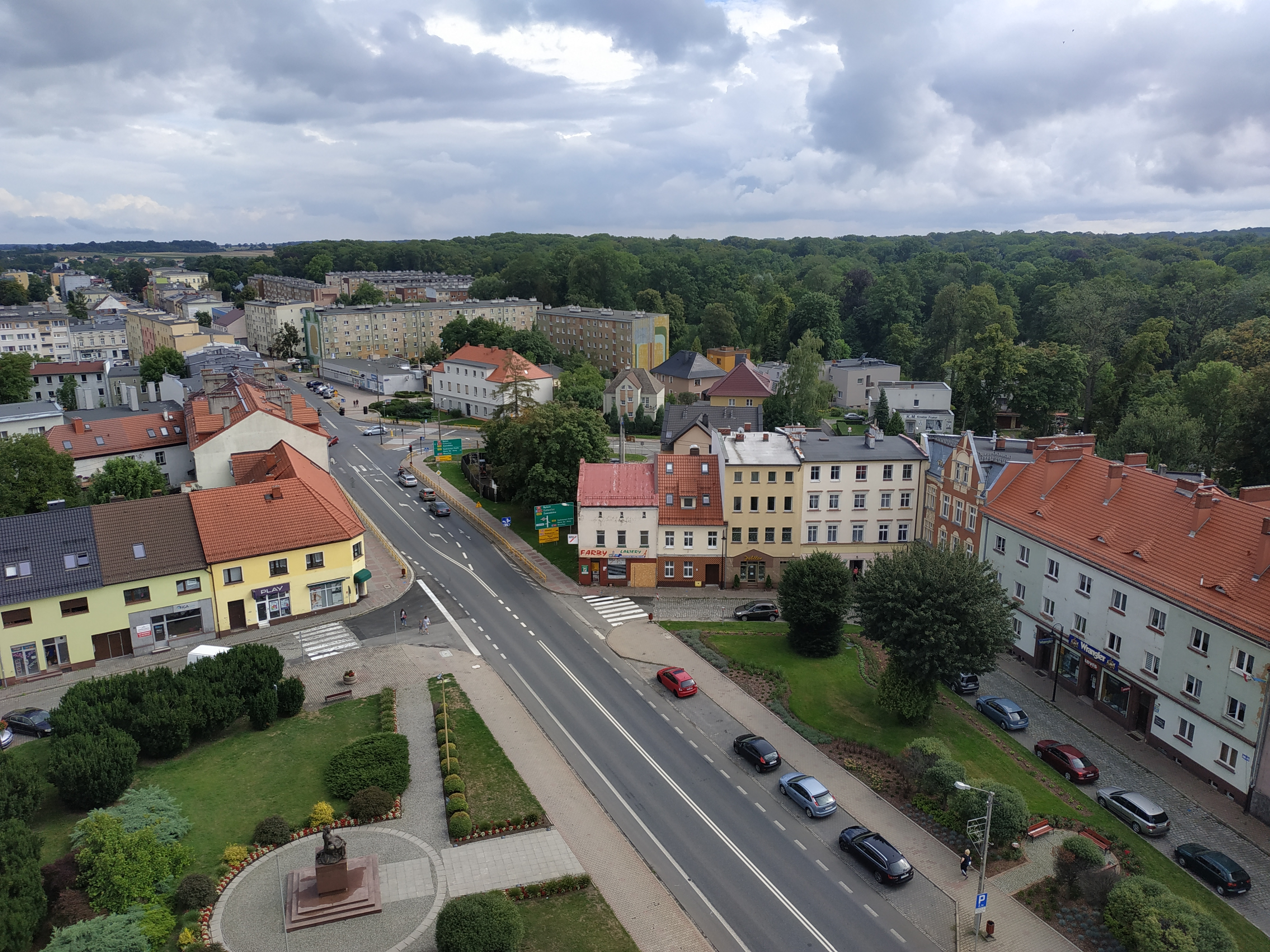
Widok na miasto z wieży ratuszowej w kierunku wschodnim

### Geologia
Strzelce Opolskie położone są na obszarze Wyżyny Śląsko-Krakowskiej, makroregionu Wyżyna Śląska, mezoregionu Chełm (341.11) i mikroregionu Dział Strzelecki (341.11.1). Wysokości w tym mikroregionie wynoszą od 200 do 240 m n.p.m.. Punkt niwelacyjny przy studni przed ratuszem ma wysokość 233,7 m n.p.m. Na północ od miasta występuje obszar równinny o średniej wysokości 220 m n.p.m.. Dalej na północ znajduje się Nizina Śląska, mezoregion Równina Opolska (318.57). Poziomica 240 m, przechodząca przez park miejski, uznawana bywa za granicę między równiną a stokiem Chełmu.
W granicach miasta występuje krajobraz nizinny, peryglacjalny, równinny i falisty. Tereny ziemi strzeleckiej były wielokrotnie zalewane przez morza i podnoszone przez ruchy górotwórcze. W triasie środkowym (ok. 240 mln lat temu) na obszar Śląska wtargnęły wody z wielkiego oceanu Tetydy. Po wytworzonym w ten sposób płytkim morzu pozostały kości ryb, płazów, gadów, wytworzyły się skamieniałości ślimaków, małży, amonitów, liliowców, korali i gąbek, którymi przepełnione są wapienie w pasie od Jemielnicy, przez Strzelce Opolskie, po Górę św. Anny. Wapień muszlowy na powierzchni czy płytko pod powierzchnią ma duże znaczenie gospodarcze.
Kolejne ruchy górotwórcze doprowadziły do zaniku morza i wyniesienia Garbu Chełmu. Obniżony przez działalność rzek i wiatru teren był w kredzie (ok. 100 mln lat temu) ponownie zalany przez morze, ale jego osady zostały całkowicie zdarte przez późniejszą erozję. W trzeciorzędzie (ok. 30 mln lat temu) nasunięcie Karpat doprowadziło do powstania stożka wulkanicznego Góry św. Anny. Na ziemi strzeleckiej powstała wówczas urozmaicona rzeźba krajobrazu w postaci obniżeń i wyniesień. W plejstocenie (ok. 2 mln lat temu) wyniesienia te, znajdując się w zasięgu oddziaływania lądolodu, zostały zniwelowane przez niszczącą działalność mrozu. Obniżenia zostały natomiast wypełnione glinami, żwirami i piaskami z topniejących lodowców. Po ostatecznym wycofaniu się lodowców (ok. 15 000 lat temu) przewiewane polodowcowe piaski utworzyły wielkie pola piaszczystych wydm, zwłaszcza w dolinie Małej Panwi. Drobny pył, przenoszony przez północne wiatry, zatrzymywał się dopiero na Garbie Chełmu, tworząc pokrywę lessów.

### Gleba
Granice mezoregionu Chełm na ogół pokrywają się ze strzeleckim regionem glebowo-rolniczym. Region ten charakteryzuje się dominacją gleb kompleksu pszennego dobrego z niewielkim udziałem kompleksu pszennego wadliwego, w większości zaliczanych do III klasy bonitacyjnej. Grunty orne to głównie gleby brunatne wyługowane wytworzone z lessów ilastych i częściowo piaszczystych oraz gleby płowe z udziałem rędzin i czarnoziemów zdegradowanych wytworzonych z lessów. Na Mokrych Łanach występują lokalnie gleby mułowo-torfowe. Na północ od Chełma występują przeważnie gleby bielicowe i brunatne wyługowane kwaśne, wytworzone z piasków i glin napiaskowych, zaliczane do klas bonitacyjnych IVb i V. Są to w większości gleby kompleksu żytniego dobrego i żytniego słabego.
O ile średni wskaźnik jakości rolniczej przestrzeni produkcyjnej w województwie opolskim należy do najwyższych w Polsce, to na terenie gminy Strzelce Opolskie ma wartość zbliżoną do wartości przeciętnej dla Polski. Dla gleb największym zagrożeniem jest erozja wietrzna. Powierzchnia ziemi jest silnie przekształcona przez człowieka.

### Klimat
Klimat miasta, podobnie jak ogólnie klimat Polski, określa się jako umiarkowany przejściowy, łączący cechy klimatu kontynentalnego z morskim (atlantyckim). Warunki klimatyczne województwa opolskiego należą do najłagodniejszych w Polsce, ze stosunkowo wysoką średnią temperaturą roczną, umiarkowaną ilością opadów i jednym z najdłuższych okresów wegetacyjnych w Polsce (220–225 dni). Klimat na terenie gminy Strzelce Opolskie nieznacznie różni się od średniej wojewódzkiej – średnia roczna temperatura jest nieco niższa (8–8,5 °C), a roczna suma opadów atmosferycznych jest wyższa (650–700 mm). Przeważają wiatry zachodnie, południowo-zachodnie i południowe.
Z perspektywy powiatu strzeleckiego wyróżnia się 2 regiony mezoklimatyczne: południowy – cieplejszy, oraz północny – chłodniejszy i wilgotniejszy. W Strzelcach, położonych na północno-wschodnim stoku Garbu Chełmu, występuje więcej opadów niż w Leśnicy, położonej na stoku południowo-wschodnim.

### Wody

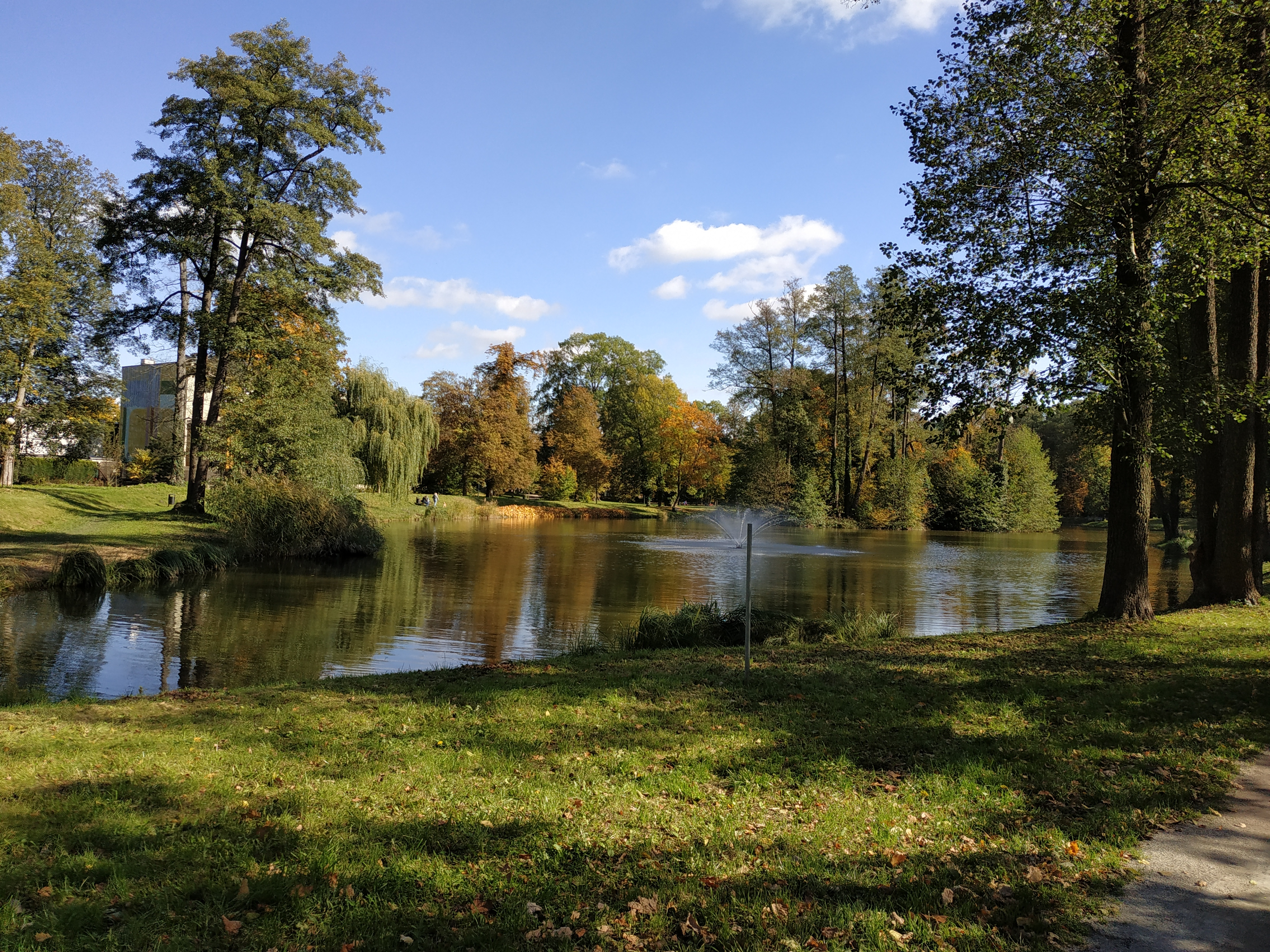
Staw w Parku Renardów

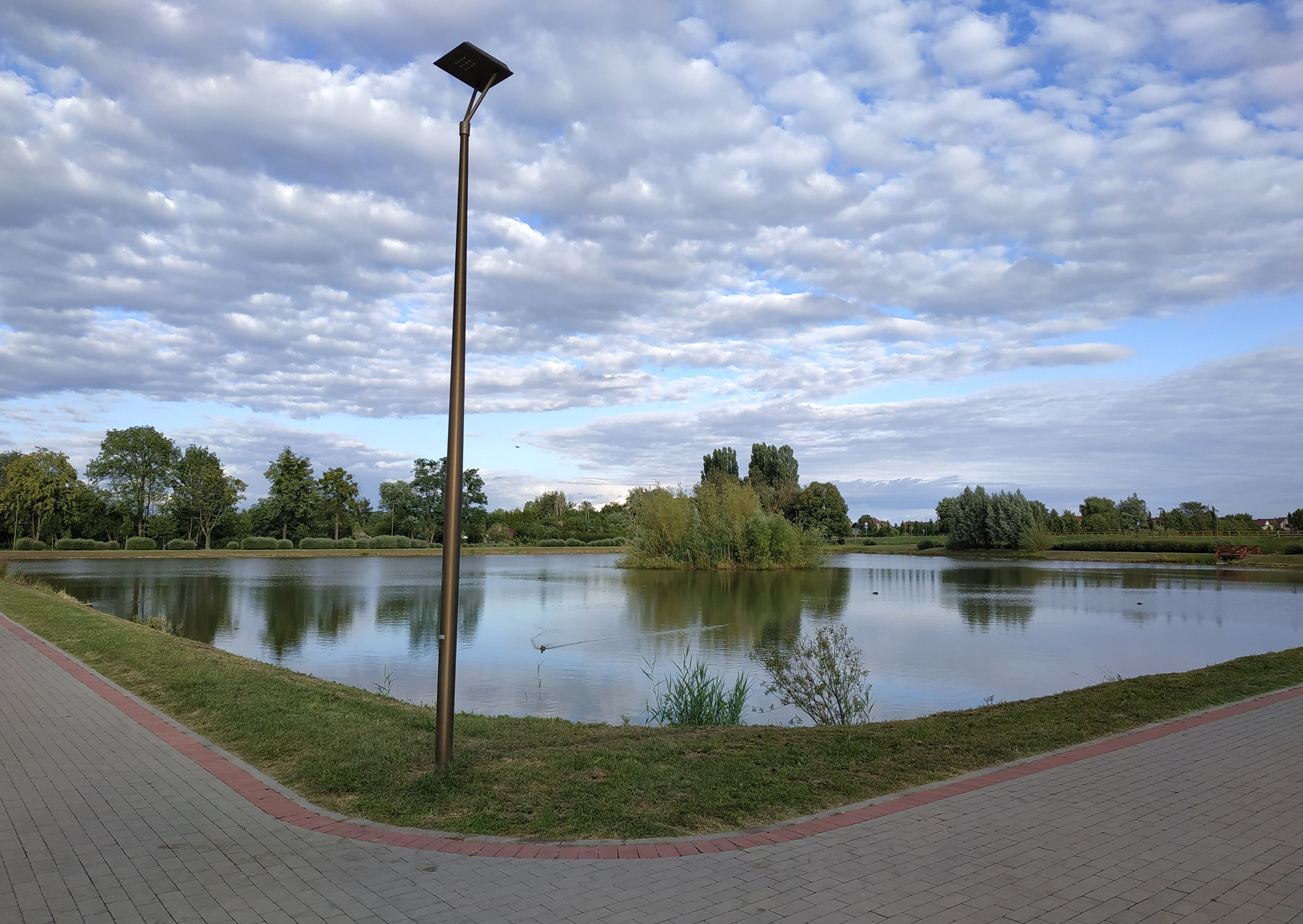
Park rekreacyjny Rybaczówka

Do powierzchniowych zbiorników wodnych Strzelec Opolskich zalicza się stawy mieszczące się w Parku Renardów oraz stawy w rejonie ul. Budowlanych – terenu rekreacyjnego Rybaczówka. Poza tym na północ od miejskiej zabudowy znajdują się zbiorniki wodne na dnie kamieniołomów.
W obrębie Strzelec Opolskich występuje główny zbiornik wód podziemnych nr 333 „Opole – Zawadzkie”. Jest to zbiornik szczelinowo-krasowy wydzielony w obrębie utworów kamienia muszlowego.

### Przyroda
Tereny Strzelec Opolskich cechuje silne przekształcenie środowiska przyrodniczego i wysoka antropopresja. W przyszłości przewiduje się dalszy wzrost urbanizacji i antropopresji. Pewien lokalny system ekologiczny tworzą przede wszystkim „doliny” rowu melioracyjnego zaczynającego się na Mokrych Łanach (gdzie zlokalizowane jest źródło krasowe), przebiegającego w kierunku Rybaczówki, oraz rowu przebiegającego przez park miejski i za szpitalem.
Do obszarów cennych florystycznie zalicza się kamieniołom w Strzelcach. Proponuje się utworzenie użytku ekologicznego „murawa kserotermiczna w Strzelcach Opolskich”. Park miejski to jedyny większy fragment dojrzałego drzewostanu liściastego na terenie gminy. Występuje w nim m.in. tulipanowiec amerykański, buk czerwony, platan klonolistny i klon srebrzysty. Na obszarze parku znajdują się pomniki przyrody: lipa drobnolistna, 2 cisy pospolite, 2 miłorzęby dwuklapowe, a poza parkiem na terenie miasta – kolejne 2 miłorzęby stanowiące pomniki.
W mieście znajduje się siedziba Nadleśnictwa Strzelce Opolskie składającego się z 1 obrębu leśnego, obejmującego także część powiatów kędzierzyńsko-kozielskiego, krapkowickiego i opolskiego.
Gmina Strzelce Opolskie nie charakteryzuje się szczególnymi walorami faunistycznymi, co związane jest z silnym przekształceniem naturalnych ekosystemów. Żyją tu głównie pospolite i niezagrożone gatunki zwierząt. W części południowej i centralnej, zdominowanej przez uprawy rolnicze, występują zwierzęta typowe dla agrocenoz, natomiast w części północnej i północno-wschodniej, porośniętej w dużym stopniu lasami, występują zwierzęta leśne, w tym łowne.

## Nazwa

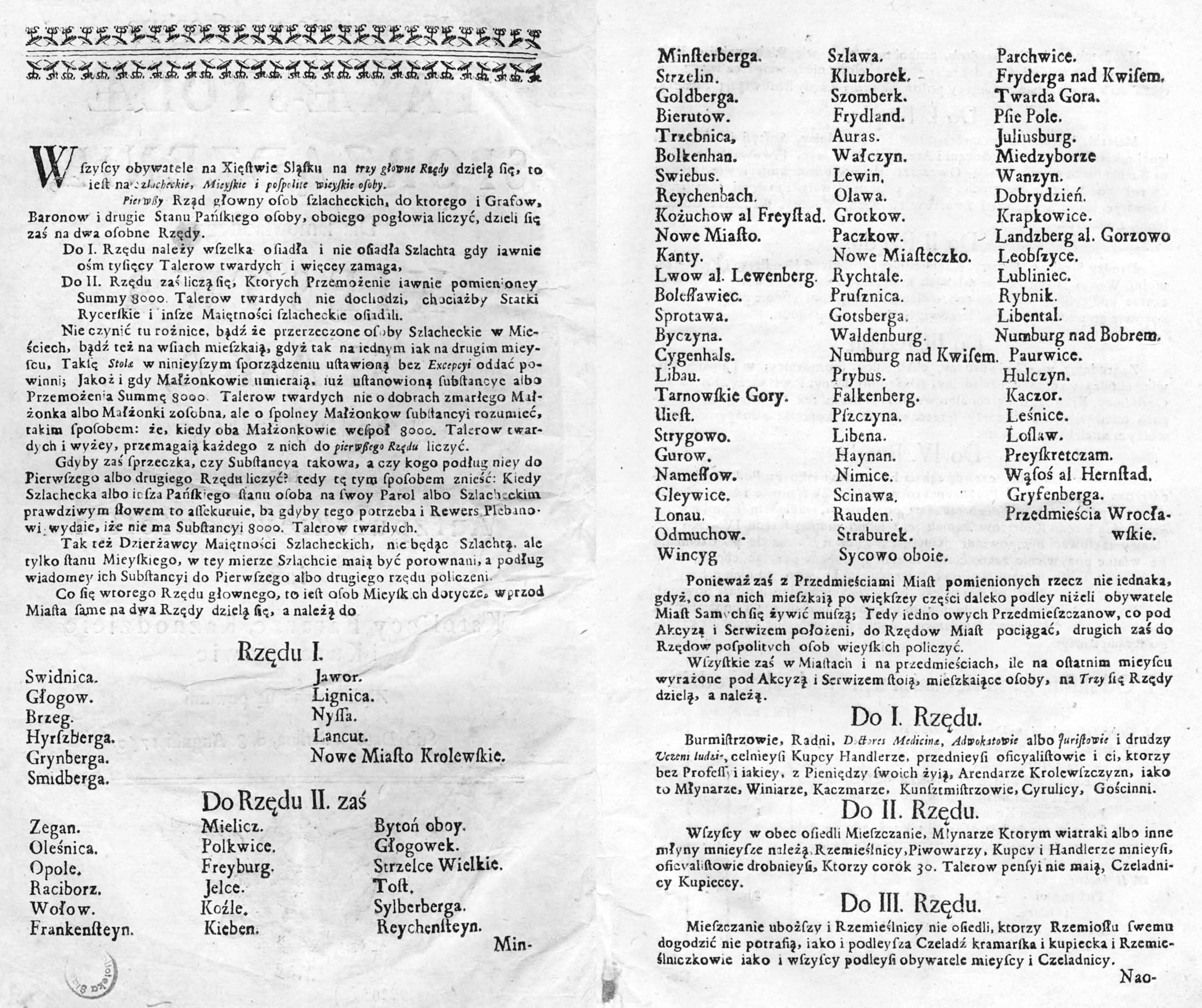
Nazwa Strzelce Wielkie wśród innych nazw śląskich miejscowości w urzędowym pruskim dokumencie z 1750 roku wydanym w języku polskim w Berlinie

Nazwa osady, później miasta wywodzi się od strzelców-łowców książęcych, urządzających w okolicy łowy. Niemiecki nauczyciel Heinrich Adamy w swoim dziele o nazwach miejscowych na Śląsku wydanym w 1888 r. we Wrocławiu wymienia jako najwcześniej zanotowaną nazwę miejscowości Strzelica podając jej znaczenie „Wohnort der Jager und Schutzen”, czyli po polsku „Wieś zamieszkana przez łowczych i strzelców”. Pierwotna nazwa została później przez Niemców zgermanizowana na Strehlitz i utraciła swoje znaczenie. Nazwę upamiętnia stojący od 1929 r. na rynku przed ratuszem pomnik strzelca.
W 1295 r. (lub w 1305 r.) w księdze łacińskiej Liber fundationis episcopatus Vratislaviensis wymieniona miejscowość pod nazwą Strelicz. Dokument wymienia również wchłoniętą przez miasto Strelitz polonico we fragmencie Strelitz polonico decima more polonico et valet tres urnas mellis. W roku 1613 śląski regionalista i historyk Mikołaj Henel z Prudnika wymienił miejscowość w swoim dziele o geografii Śląska pt. Silesiographia podając jej łacińską nazwę: Strelicia Maior.
W 1750 r. nazwa Strzelce Wielkie wymieniona została w języku polskim przez Fryderyka II pośród innych miast śląskich w zarządzeniu urzędowym wydanym dla mieszkańców Śląska
W alfabetycznym spisie miejscowości na terenie prowincji śląskiej wydanym w 1830 r. we Wrocławiu przez Johanna Knie obok niemieckiej Gross Strehlitz pojawia się nazwa Wielki Strzelec. Z kolei nazwę Strzelce Wielkie w książce „Krótki rys jeografii Szląska dla nauki początkowej” wydanej w Głogówku w 1847 wymienił śląski pisarz Józef Lompa.
Nazwa miasta występowała w różnych wersjach: Strzelecz, Strzelicz, Strelicz, Gross-Strehlitz, Strehlitz od 1581 r., a od 1945 r. Strzelce Opolskie. Ludowe, górnośląskie nazwy miasta: Wielkie Strzelce (w 1945 r. używana urzędowo), Strzelce Wielkie (opozycja do Strzelec Małych – Strzeleczek), Strzelce.

## Historia

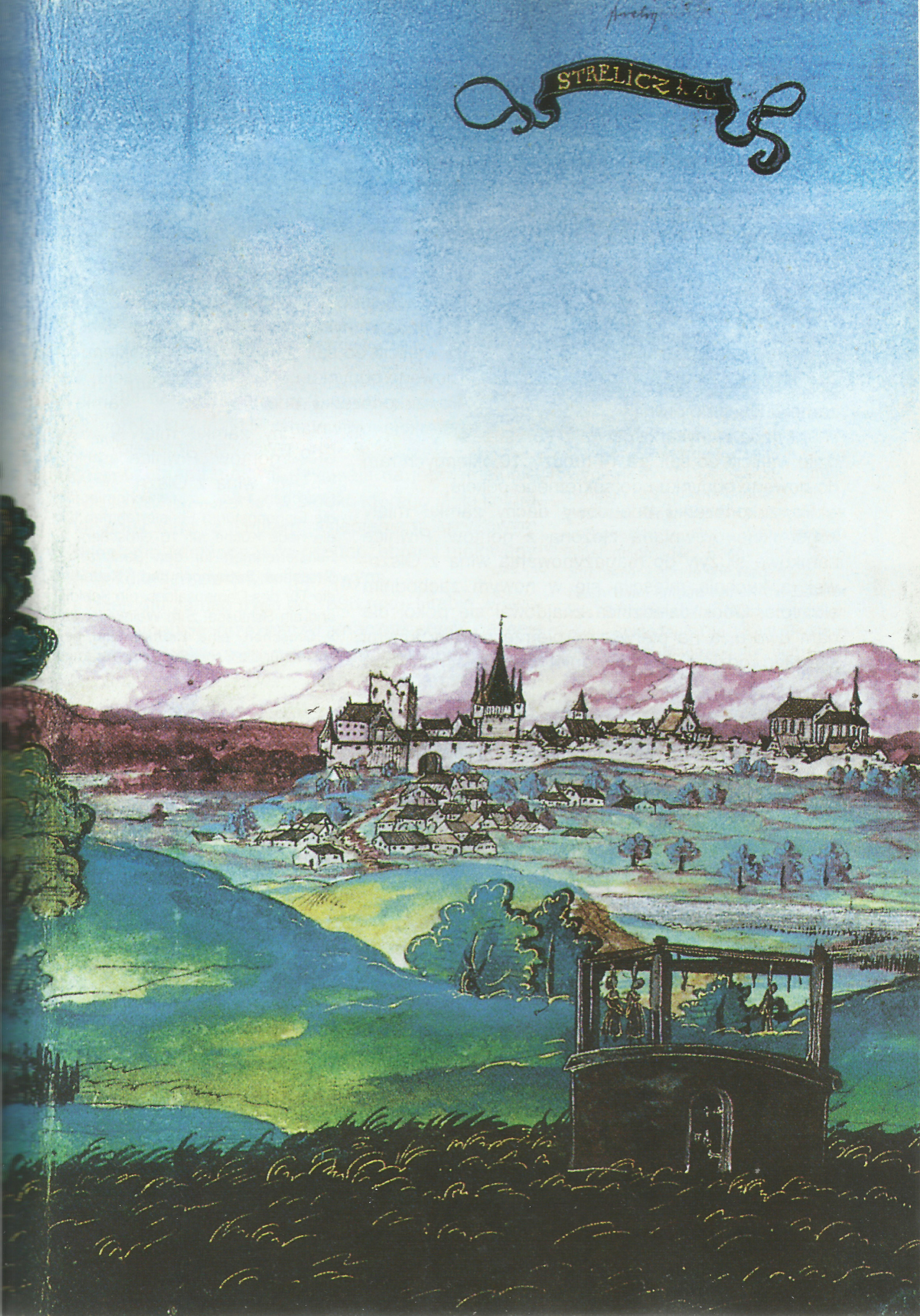
Panorama Strzelec Opolskich z XVI wieku

### Średniowiecze
Miasto Strzelce Opolskie rozwinęło się z pierwotnej leśnej osady targowej, o której wzmianki pojawiają się w dokumentach już w XIII w. (1234, 1271, 1290). W kwestii założenia miasta na prawie niemieckim – brak pewności. Dane źródłowe sugerują różne daty: 1290, 1305, 1320, 1362. Prawdopodobnie, po zniszczeniu osady w październiku 1273 podczas najazdu Bolesława Wstydliwego, nastąpiła lokacja Strzelec w 1290 przez piastowskiego księcia opolskiego Bolka I, który rozpoczął budowę miasta, a w 1313 zbudował zamek myśliwski. Strzelce Opolskie leżały na ważnym szlaku handlowym Kraków–Wrocław–Drezno. W 1327 miasto było otoczone murami obronnymi z dwoma bramami – Opolską i Krakowską. W 1362 miasto zostało ponownie lokowane, tym razem na prawie magdeburskim.
Po wydzieleniu tego rejonu w oddzielne księstwo, którego władcą został syn Bolesława opolskiego – Albert strzelecki (zm. ok. 1366). Od tej pory Strzelce stanowiły samodzielne księstwo zarządzane najczęściej przez książąt opolskich lub niemodlińskich. Ostatnim księciem strzeleckim był książę głogówecko-prudnicki Bolko V Wołoszek (zm. 1460), jeden z przywódców husytów śląskich.

### XVI–XX wiek
Do 1532 r. miasto było w posiadaniu książąt piastowskich. Po wygaśnięciu rodu przeszło pod panowanie austriackie.
W 1562 arcyksiążę Ferdynand I Habsburg w zamian za pożyczone pieniądze oddał w dzierżawę Strzelce i okoliczne posiadłości Georgowi von Redernowi. Odbudowa zrujnowanego zamku przebiegała w latach 1562–1596. Było to bardzo kosztowne przedsięwzięcie. Pewien udział miała w nim Rada Miejska, która ufundowała zakup 40 tys. cegieł. Syn renowatora, Georg młodszy, w 1615 kupił Strzelce Opolskie, Leśnicę i tereny przyległe od cesarza Macieja z prawem dziedziczenia w linii męskiej i żeńskiej. W ten sposób miasto książęce Strzelce stało się miastem prywatnym.
Podczas wojny trzydziestoletniej miasto było wielokrotnie plądrowane i palone. Georg von Redern młodszy zmarł w 1637. Strzelce stały się własnością jego siostry, następnie córki, po której dziedziczył Siegfried von Promnitz, a ten z kolei zapisał je w testamencie Gustawowi, synowi Kaspara Colonny. Z powodu jego niepełnoletniości początkowo (od 1651) władzę sprawował ojciec. Rozpoczęło to ponad 150-letnie panowanie włoskiego rodu Colonna w mieście.
Od XVIII wieku miasto było pod panowaniem pruskim. W XVIII wieku Strzelce Opolskie podlegały inspekcji podatkowej w Prudniku. W 1759 administracja pruska nałożyła na miasto ogromną kontrybucję, a rodzinie Colonnów ograniczono władzę administracyjną. Według danych z księgi gruntowej z 1786 każdy dom w mieście, podobnie jak każdy rzemieślnik, płacił zamkowi 1 grosz czynszu. Co roku odbywały się trzy jarmarki, a każdy kram płacił po groszu. Każdy rzeźnik oddawał rocznie cztery kamienie łoju i 4 grosze. Piekarze na święta piekli pszenną struclę. Szewc płacił rocznie 9 groszy i oddawał parę butów. Cech krawców musiał wysyłać dwóch młodych mistrzów krawieckich do pracy na zamku. Ludność miasta była zatem zobowiązana do opłat i prac na rzecz zamku, a każda próba przeciwstawienia się woli pana była karana co najmniej chłostą, co było zjawiskiem powszechnym również w innych majątkach. W samym zamku pracowali tylko wybrani – najzdolniejsi kucharze w mieście, najpiękniejsze mieszkanki miasta jako służba.
Po bezdzietnej śmierci ostatniego przedstawiciela śląskich Colonnów Filipa w 1807 rozpoczął się spór o dziedzictwo po nim. Ostatecznie dobra strzeleckie przypadły Andrzejowi Renardowi, twórcy nowoczesnego przemysłu na Górnym Śląsku i w Zagłębiu Dąbrowskim, który objął nad nimi władzę po osiągnięciu pełnoletniości w 1815.
W związku z budową szosy z Opola do Bytomia biegnącej przez Strzelce przerwano mur miejski między Bramą Opolską a zamkiem. W 1826 zakończono budowę protestanckiego kościoła Bożego Ciała na działce podarowanej przez Renarda. Naprzeciw niego, tuż obok murów średniowiecznych w około roku 1837 dzięki inicjatywie żony – Eufemii rozpoczęto budowę kaplicy-mauzoleum według projektu Hermanna Friedricha Wäsemanna. W kaplicy odprawiano msze dla rodziny hrabiego i mieszkańców zamku, a podziemia były miejscem pochówku członków rodziny Renarda.

### Dwudziestolecie międzywojenne
Od 1919 Strzelce Opolskie należały do nowo utworzonej prowincji Górny Śląsk. Prowincja została zlikwidowana w 1938, a 18 stycznia 1941 utworzono ją ponownie.
W trakcie plebiscytu na Górnym Śląsku 20 marca 1921 oddano w Strzelcach Opolskich 3364 głosów (85,7%) za pozostaniem w Niemczech i 558 (14,2%) za włączeniem do państwa polskiego. Frekwencja wyniosła 98,4%. 4 oddane głosy uznano za nieważne. W powiecie Strzelce Opolskie za włączeniem do państwa polskiego oddano 23023 głosów (50,7%), za pozostaniem w Niemczech 22390 głosów (49,3%).
Podczas III powstania śląskiego powstańcy z powiatu strzeleckiego, prudnickiego, toszeckiego i kozielskiego należeli do 7 Strzeleckiego Pułku Piechoty. Batalion prudnicki pod dowództwem H. Kabeli i strzelecki pod dowództwem J. Faski brał udział w ciężkich walkach o Garb Chełmu i Żyrową. Po zakończeniu powstania miasto pozostało w Niemczech.

### II wojna światowa
Ostatnim właścicielem Strzelec do 1945 r. był hrabia z rodu Castell-Castell. W czasie II wojny światowej w miejscowości mieściło się ciężkie więzienie i areszt. W więzieniu osadzano więźniów w ramach akcji „Noc i mgła”. Pod koniec stycznia 1945 r. około 500 strzeleckich więźniów ewakuowano poprzez Brzeg do więzienia w Świdnicy. Spośród 500 ewakuowanych do miejsca przeznaczenia dotarło 200. Części więźniów udało się zbiec, część poległa podczas nalotów, większość została wymordowana.
21 stycznia 1945 roku siły niemieckie zostały wyparte z miasta przez jednostki 100 i 242 brygady pancernej 31 korpusu pancernego 1 Frontu Ukraińskiego (dla uczczenia pamięci poległych żołnierzy radzieckich po wojnie postawiono Pomnik Wdzięczności na ówczesnym pl. Przyjaźni Polsko–Radzieckiej).
Ostatnim hrabią na strzeleckich włościach był Prosper Castell-Castell. Po wejściu oddziałów radzieckich do miasta podpalono miasto i zamek. Zniszczenia w centrum sięgały 90%.

### Czasy współczesne
Od 1950 Strzelce Opolskie leżą w granicach województwa opolskiego, przy czym były to trzy różne jednostki administracyjne funkcjonujące w latach 1950–1975, 1975–1998 oraz współczesne od 1999.
Po pierwszych wyborach do samorządu terytorialnego w Polsce po jego przywróceniu w 1990 roku burmistrzem miasta został Krzysztof Fabianowski.
W ramach reformy administracyjnej w Polsce w 1999 Strzelce Opolskie ponownie stały się siedzibą powiatu strzeleckiego.

## Architektura i zabytki

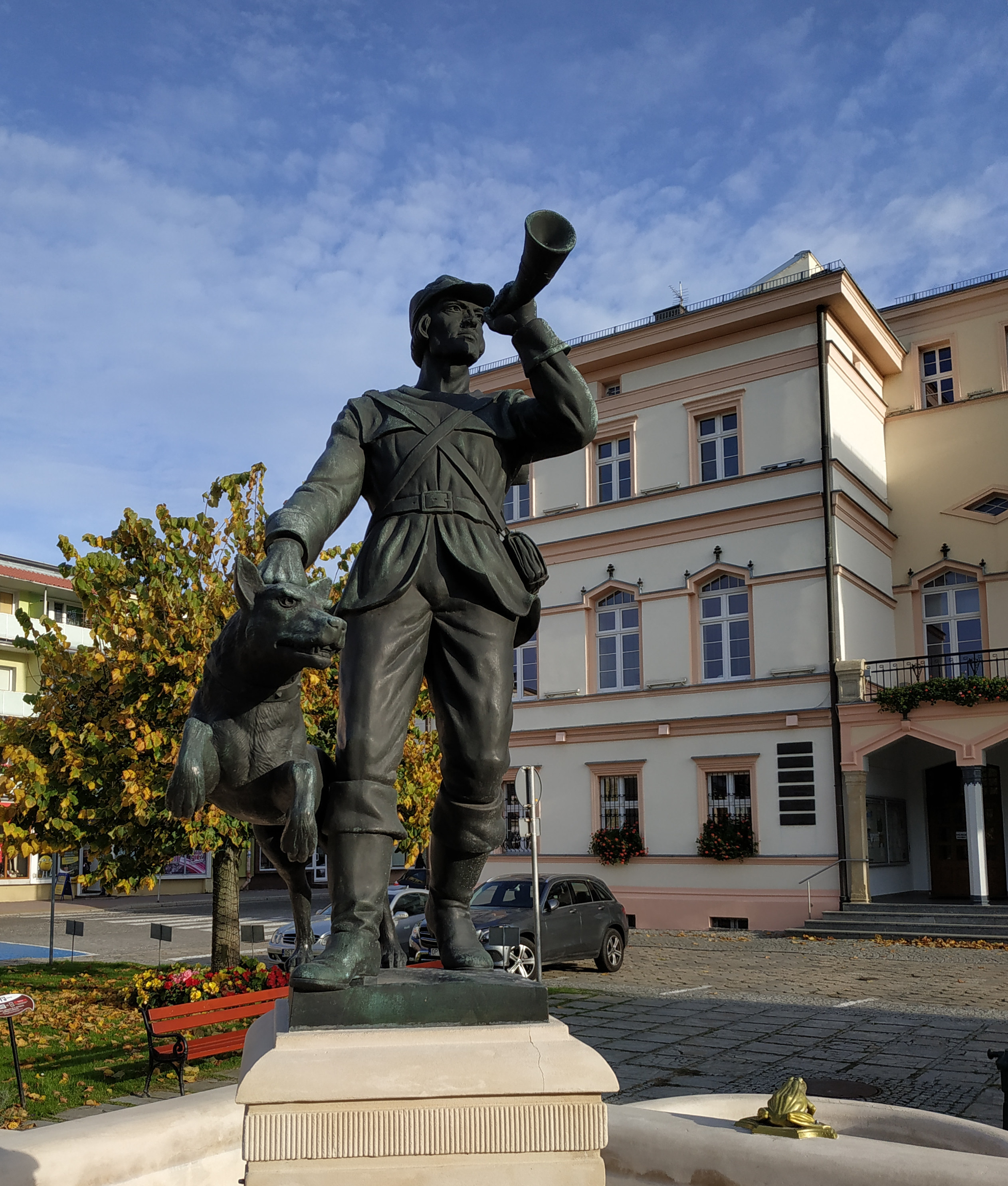
Pomnik strzelca przed ratuszem z 1929

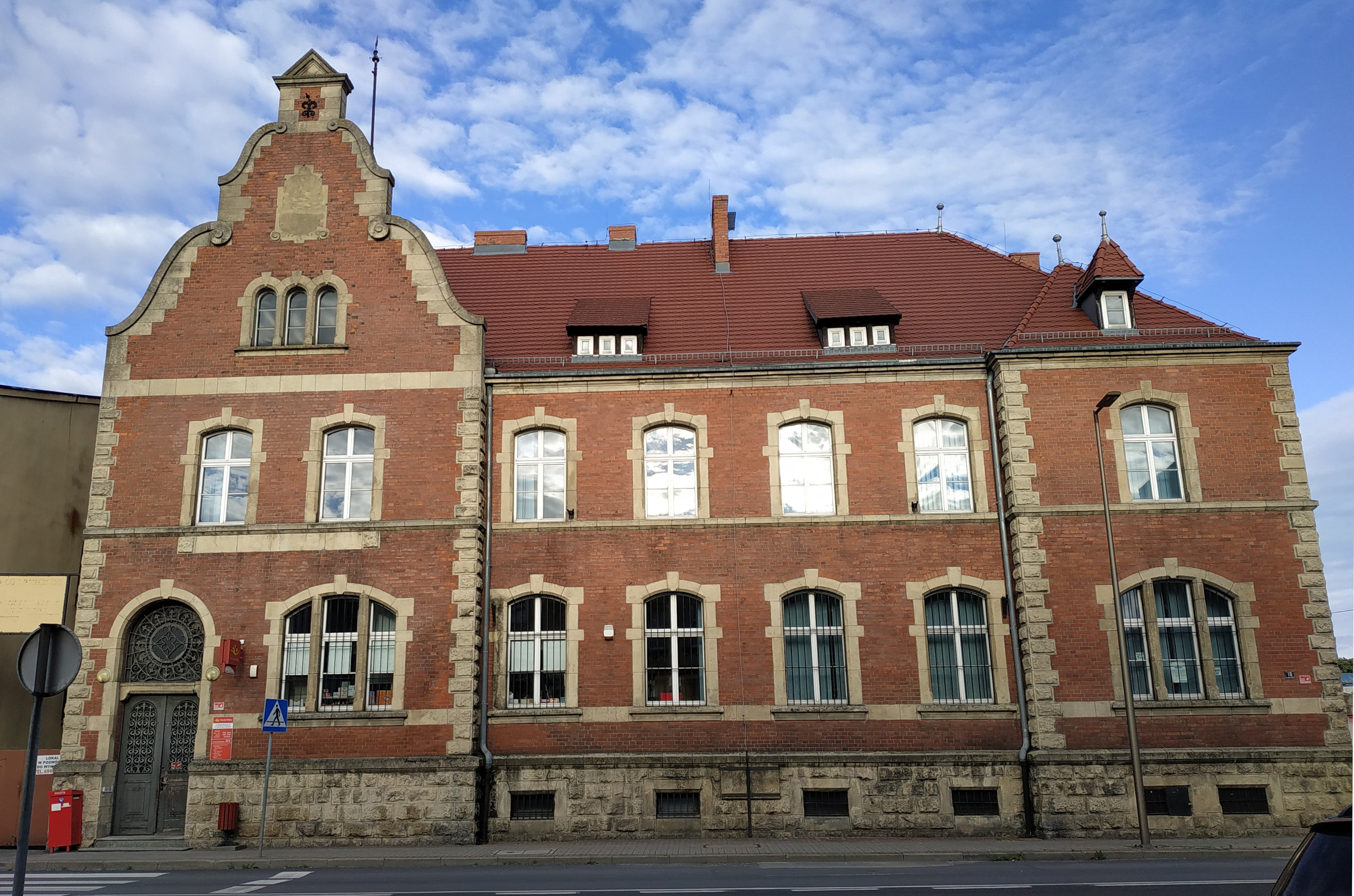
Urząd Pocztowy 1, ceglany budynek z końca XIX w.

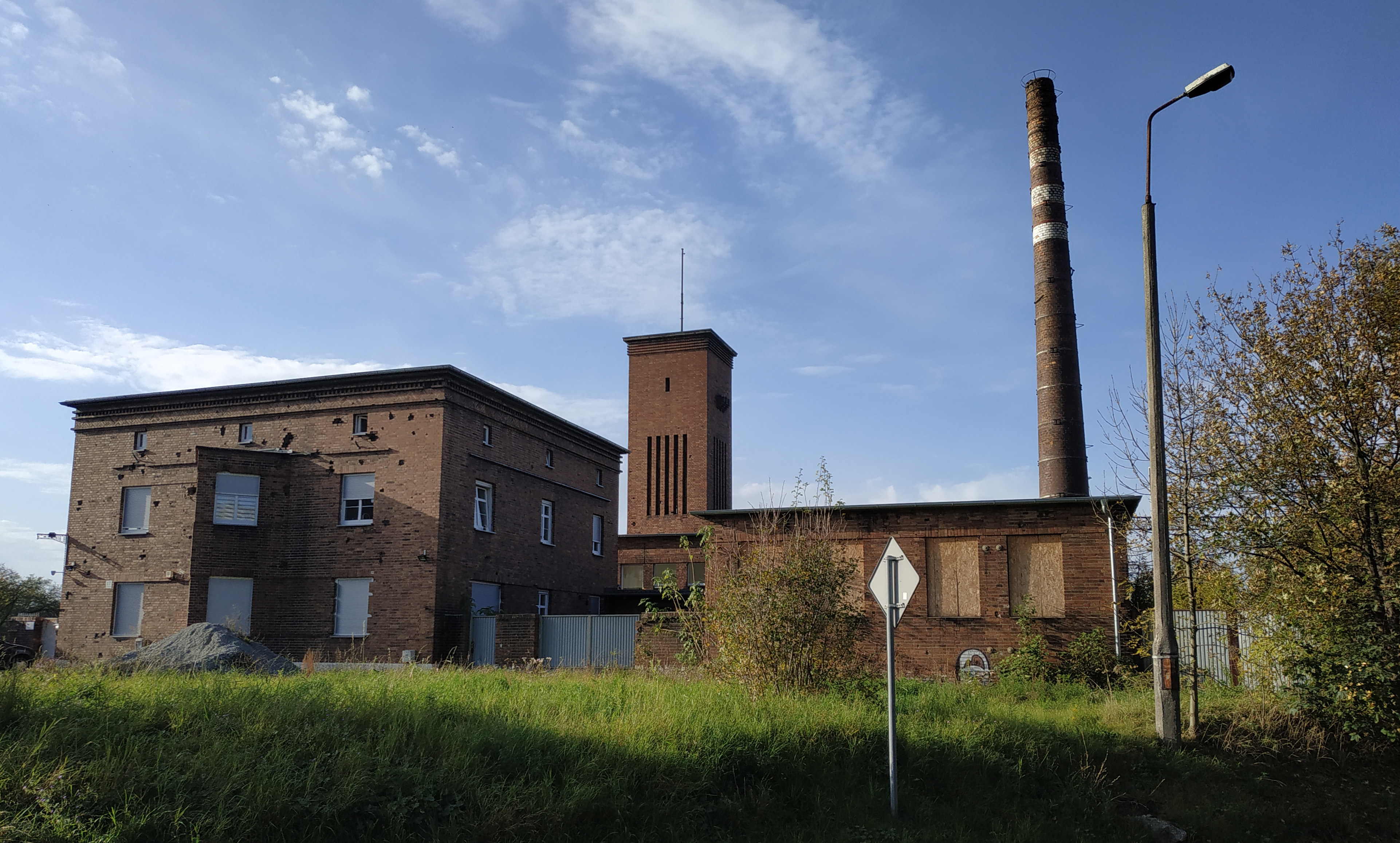
Modernistyczny budynek rzeźni miejskiej

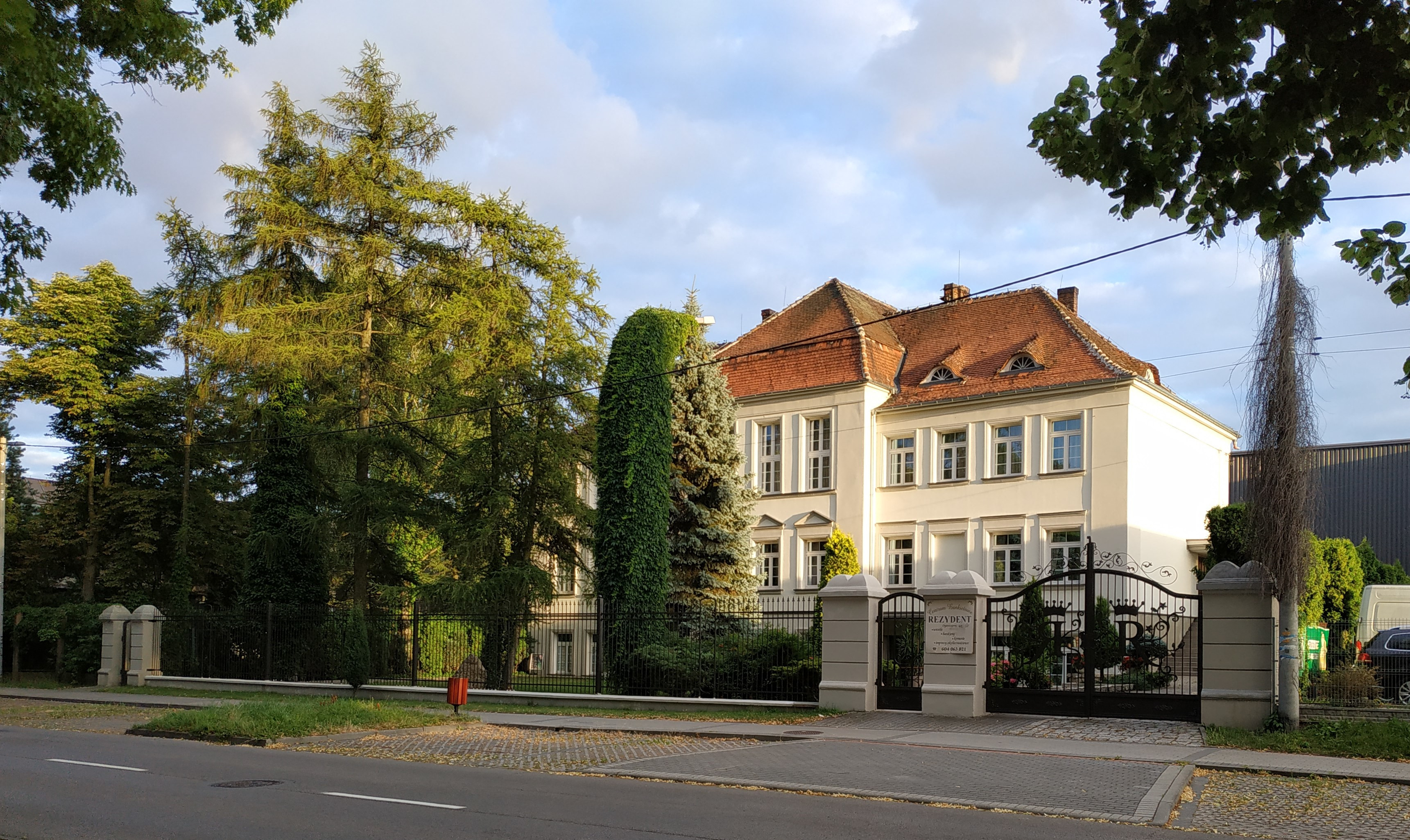
Budynek restauracji, dawnej szkoły

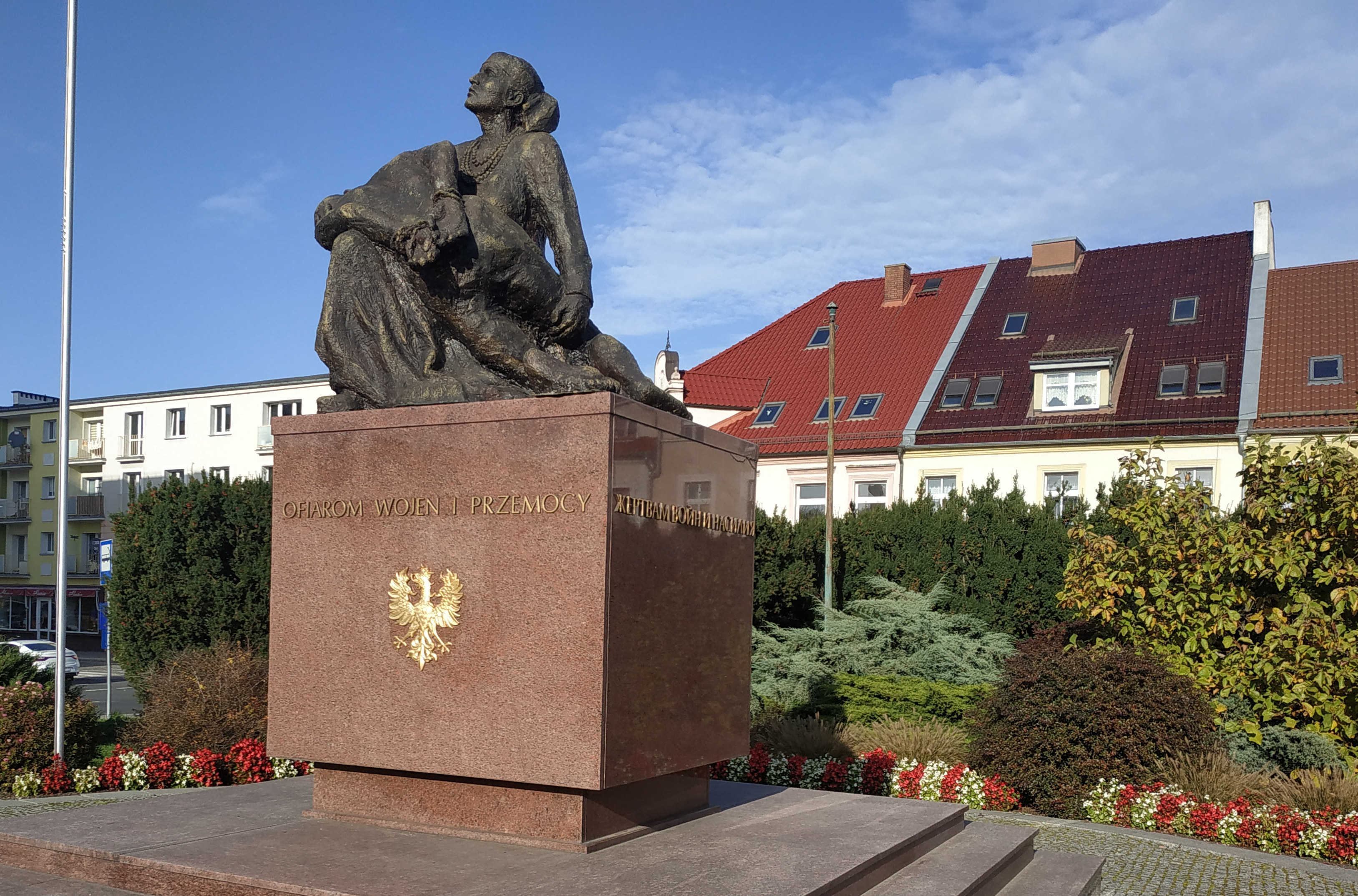
Pomnik „ofiar wojen i przemocy” z 2005

Do rejestru zabytków nieruchomych województwa opolskiego wpisane są następujące obiekty z miasta Strzelce Opolskie:
- stare miasto – średniowieczny[63] (początek XIV w.)[64] układ urbanistyczny miasta wewnątrz dawnych murów miejskich[65] należący do strefy ścisłej ochrony konserwatorskiej typu „A”[66]. Częściowo zachował się regularny, szachownicowy układ ulic[67], zatarty przez wyburzenia związane z działaniami w 1945 roku[65]. Nie istnieje zabudowa rynkowa po stronie wschodniej, a pozostałe pierzeje zostały zabudowane w latach 1960–1970 bez uwzględnienia pierwotnych podziałów parcelacyjnych[67].
- kościół par. pw. św. Wawrzyńca – neobarokowy kościół wzniesiony w latach 1904–1907 wg projektu Arnolda Güldenpfenniga w miejscu barokowego kościoła z 1724 roku[68] (z kolei pierwotny kościół wzniesiony został przed 1290 rokiem)[69]. Obecnie jest to kościół trzynawowy o układzie bazyliki, z transeptem[70] i absydą skierowaną na północ oraz lekko wysuniętą przed wieżą po stronie południowej. Na wieży znajdują się tarcze zegarowe. Kościół zbudowany jest z cegły na kamiennym cokole, ma otynkowaną elewację z neobarokowymi detalami[4]. We wnętrzu zachowało się barokowe wyposażenie z poprzedniego kościoła, m.in. ołtarz główny z 1712 roku autorstwa Johanna Könniga[70], a w jego centralnej części – obraz Matki Boskiej Śnieżnej z 1663 roku autorstwa Jana Trycjusza[71]. Ponadto występują barokowe ołtarze boczne z ornamentacją chrząstkowo-małżowinową[72].
- kościół pw. Bożego Ciała, lata 1825–1826 – pierwotnie ewangelicki kościół wzniesiony wg projektu Ernesta Samuela Friebla[73][74] z poprawkami naniesionymi przez Karla Friedricha Schinkla[75]. Wieżę wybudowano około roku 1888[76]. Styl budowli można określić jako eklektyczny[72], kościół na planie prostokąta z dwuspadowym dachem nawiązujący do klasycyzmu oraz neogotycka wieża[70]. We wnętrzu drewniany[72] chór muzyczny wsparty na czterech słupach[70]. W 1982 roku przejęty przez społeczność katolicką[74].
- kościół cmentarny pw. św. Barbary z II poł. XVII w., ul. Opolska – drewniany kościół o konstrukcji zrębowej, współcześnie wzmocniony lisicami, na podmurówce. Wzmiankowany był w 1505 roku, ok. 1683–1690 został zbudowany na nowo i od tego czasu był wielokrotnie odnawiany. Dachy pokryte są gontem. Wznosząca się wieżyczka pokryta jest barokowym hełmem z latarnią. Otwory wejściowe i okienne zamknięte są łukiem[77]. Zachowało się barokowe wyposażenie świątyni[70]
- dom Wspólnoty Błogosławieństw, dawniej dom zakonny Zgromadzenia Sióstr św. Elżbiety, ul. Powstańców Śląskich 8, z 1879 r.[78]
- grób lotników z kampanii wrześniowej 1939 r. na cmentarzu katolickim przy ul. Gogolińskiej
- kapliczka przydrożna, ul. Ujazdowska 27 – kapliczka ludowa z przełomu XVIII/XIX w. Jest murowana, zbudowana z kamienia wapiennego i cegły, otynkowana, z półkoliście zwieńczonymi oknami i wejściem. Nad wejściem widnieje monogram IHS. Czterospadowy dach jest pokryty gontem, a nad nim wznosi się drewniana ażurowa wieżyczka z dzwonem i kutym krzyżem. We wnętrzu znajdują się ludowe figury Matki Boskiej Niepokalanie Poczętej i św. Jana Nepomucena[79][80]
- zespół zamku
  - ruiny zamku – zamek wzniesiony został w XIV w., był siedzibą władcy w czasie istnienia księstwa strzeleckiego[81]. Do roku 1532 właścicielami zamku byli książęta piastowcy. Później często zmieniał właścicieli, należał m.in. do rodziny von Redern, von Promnitz, Colonna, do Andrzeja Renarda i rodziny Castell-Castell[82]. Na początku XVI w. był w ruinie[70], został odbudowany[83] w latach 1562–1596 za Georga von Rederna[82], rozbudowany[84] i przebudowany na rezydencję[70]. Gruntownie przebudowany był także w XIX w.[70] za czasów Andrzeja Renarda, w wyniku czego zanikły poprzednie cechy stylowe[83]. Właściciel ten doprowadził zamek do rozkwitu, rozbudował go i dobudował wieżę[84]. W 1945 roku oddziały radzieckie, paląc miasto, zrujnowały także zamek[83]. Odremontowana do tej pory została jedynie wieża zamkowa[85].
  - brama zamkowa – późnoklasycystyna brama wjazdowa z II poł. XIX w. Po bokach w niszach znajdują się późnobarokowe kamienne posągi pochodzące z XVIII w. Jeden przedstawia św. Jana Nepomucena, a drugi św. Floriana[72].
  - park
- oficyna w zespole zamkowym, ul. Zamkowa 4[86], (nie ma w NID) ok. 1900 rok – budynek stanowiący część zespołu budynków pomocniczych i zaplecza zamkowego; po 1945 pełnił funkcje biurowe[87]. Parter z kamiennymi detalami[88] z szarego piaskowca[87]. Piętro w konstrukcji szkieletowej z dekoracyjnie ułożonymi drewnianymi belkami[88] naśladującymi układ konstrukcji ryglowej. Mury z cegły, otynkowane gładkimi tynkami. Wieżyczka kwadratowa, trzykondygnacyjna, pokryta namiotowo-iglicowym dachem[87].
- masztalania[89][90] (stajnia)[90], ul. Zamkowa 9[91], XIX w. – zabytkowa stajnia znajdująca się w zespole zamkowym w parku, zbudowana z inicjatywy hrabiego Andrzeja Renarda. Hrabia w 1825 roku założył stajnię w Olszowej, znaną wówczas w całej Europie[89], natomiast najcenniejsze osobniki chciał mieć blisko siebie w przypałacowej stajni[92]. Trzymano tu ok. 50 koni, w tym ogiery pełnej krwi sprowadzane z Anglii, z przeznaczeniem na tory wyścigowe[89], które zwyciężały w wielu prestiżowych konkursach[93]. Budynek został zaadaptowany do pełnienia funkcji widowiskowo-gastronomicznej[89].
- park miejski (park Renardów) – zabytkowy XIX-wieczny park w stylu angielskim odmiany romantycznej o powierzchni 65 ha[26] znajdujący się w centrum miasta. Prace nad nim rozpoczęły się ok. 1832 roku[94]. Powstawał przez niemal 30 lat na zlecenie Andrzeja Renarda[95] na terenie mokradeł na południe od zamku. Znajdują się w nim stawy i sieć kanałów. Ma dużą wartość botaniczną, historyczną i kompozycyjną[26]. W parku mieszczą się ruiny zamku, masztalarnia, fundamenty kaplicy mauzoleum Renardów, zagroda dawnej bażanciarni i Wieża widokowa Ischl[96].
- zagroda dawnej bażanciarni z I poł. XIX w.[62] przy ulicy Rychla 14[97] na terenie parku[98] – zagroda składająca się z budynku mieszkalno-gospodarczego i budynku gospodarczego[97], jeden murowany, drugi (częściowo) drewniany[99]. Poza tym znajduje się tu również zabytkowy budynek mieszkalny[62].
- ratusz, lata 1844–1846 – budynek w stylu klasycyzującego neogotyku wzniesiony wg planów budowniczego Rocha[100]. Pierwsze wzmianki o ratuszu pochodzą z XVI w.[101] i najprawdopodobniej również z tego okresu pochodzi wieża. Neogotyk dominuje w detalach architektonicznych, neogotyckie są kwiatony hełmu wieżowego[100] i portyk zwieńczony tarasem[102]. Klasycyzm przejawia się w stateczności, symetrii, podziale elewacji[100]. Ratusz zbudowany jest na rzucie prostokąta z szerokimi ryzalitami po bokach obu elewacji. Wieża częściowo wbudowana w korpus, kwadratowa w dolnej części, a ośmioboczna w górnej[72].
- baszta, obecnie dzwonnica przy kościele pw. św. Wawrzyńca, XV w.[62] – baszta obronna datowana na XV w., przebudowana na dzwonnicę kościelną na przełomie XVII i XVIII w. Jest to budowla murowana z kamienia[80], z górną kondygnacją ceglaną[103], pokrytą tynkiem. U dołu ma kształt prostokątny[80], a dwie górne kondygnacje są ośmioboczne[72]. Dach jest ośmiopołaciowy, namiotowy, łamany, kryty łupkiem[80].
- domy, ul. Karola Lange 3, 5 z I poł. XIX w.[62]
- kamienica, ul. Parafialna 1, z 1875 r. – budynek w stylu eklektycznym z elementami neobarokowymi, o architekturze charakterystycznej dla zabudowy kwartału przyrynkowego dla 4. ćw. XIX w.[64]
- dawna plebania, obecnie dom mieszkalny, ul. Parafialna 2, XVIII w.[62] – kamienica zbudowana na rzucie prostokąta, dwukondygnacyjna, z czterospadowym dachem[104]
- domy, Rynek 15, 16, 17, 18 z I poł. XIX w.[62] – należą do kamienic i willi tworzących XIX-wieczną zabudowę centrum miasta, typową dla niewielkich miast z tamtych czasów[104]
- budynek więzienia z murem i wieżyczkami (zakład karny nr 1), ul. Karola Miarki 1[62], lata 1885–1889 – gmach więzienia zaprojektowany przez Karla Friedricha Endella, reprezentujący rundbogenstil. Ściany murowane z cegły o wątku krzyżykowym[105]. Budynek zbudowany na planie krzyża równoramiennego[106].
- zakład karny nr 2, ul. Klonowa 3, lata 1893–1896 – zespół budynków więziennych obejmujący dwa pawilony więzienne, kuchnię oraz ogrodzenie z wartowniami[62]. Oba pawilony wzniesione są na rzucie litery „T”, kryte czterospadowymi dachami. Ściany tynkowane, gzymsy ceglane z motywem ceglanych kroksztynów. Między pawilonami znajduje się niższy[106], dwukondygnacyjny budynek kuchni zbudowany na planie prostokąta zbliżonego do kwadratu[107].
- dawny browar, ul. Kościuszki 4, po 1897–1900 r. – zwarty zespół budynków dawnego browaru[108] wybudowany w stylu historyzującym z elementami rundbogenstilu i neogotyku. Ściany są murowane z kamienia wapiennego o wątku poligonalnym, natomiast detale architektoniczne wykonane są z czerwonej cegły ceramicznej. Rzut niesymetryczny, składa się z kilku przylegających prostokątów[109]. Budynek jest zabytkiem reprezentującym architekturę regionalną[59][109]. Obecnie mieści się w nim hotel, restauracja, pub, kręgielnia, sala zabaw dla dzieci i gabinety odnowy biologicznej[59].

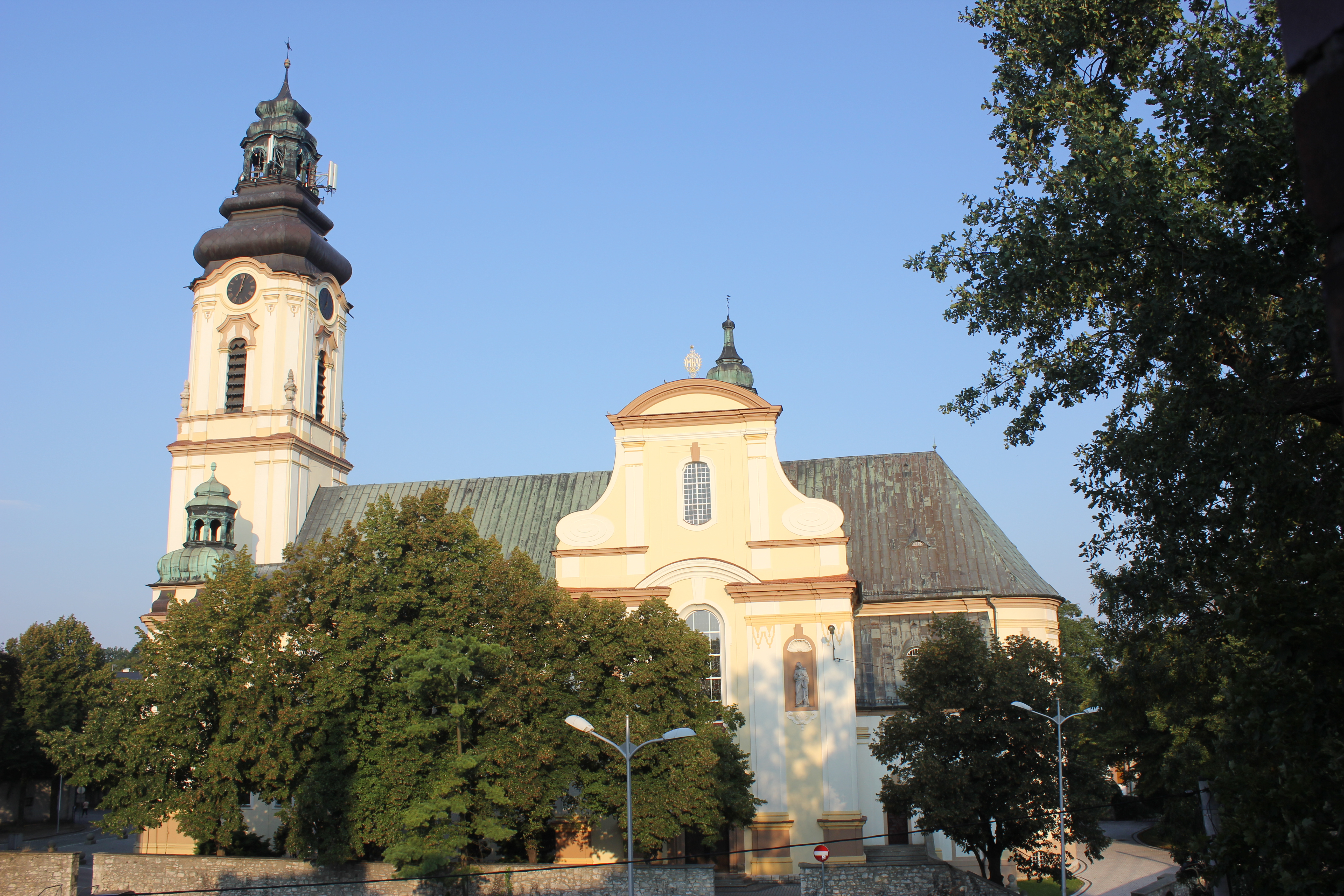
Kościół św. Wawrzyńca
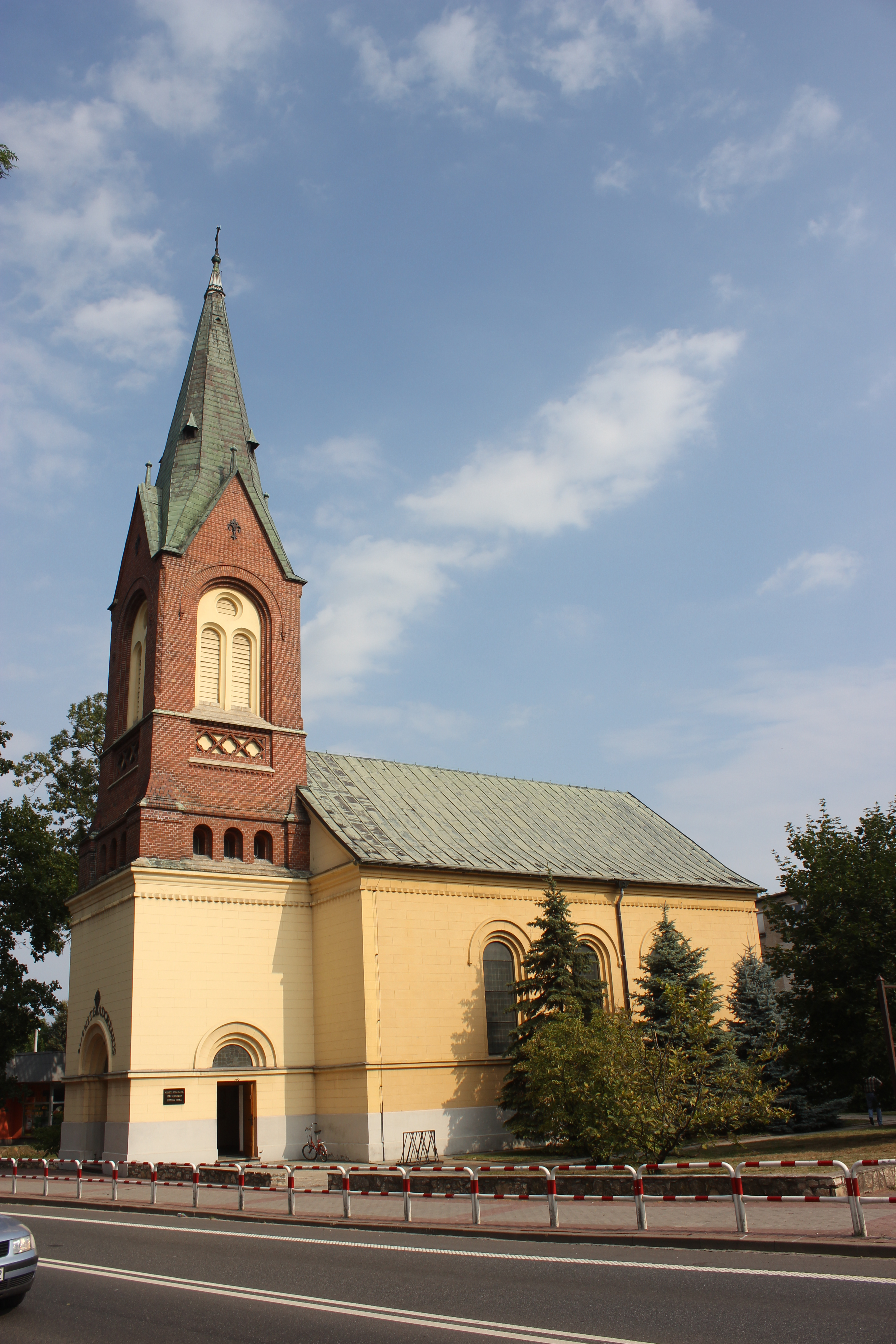
Kościół Bożego Ciała
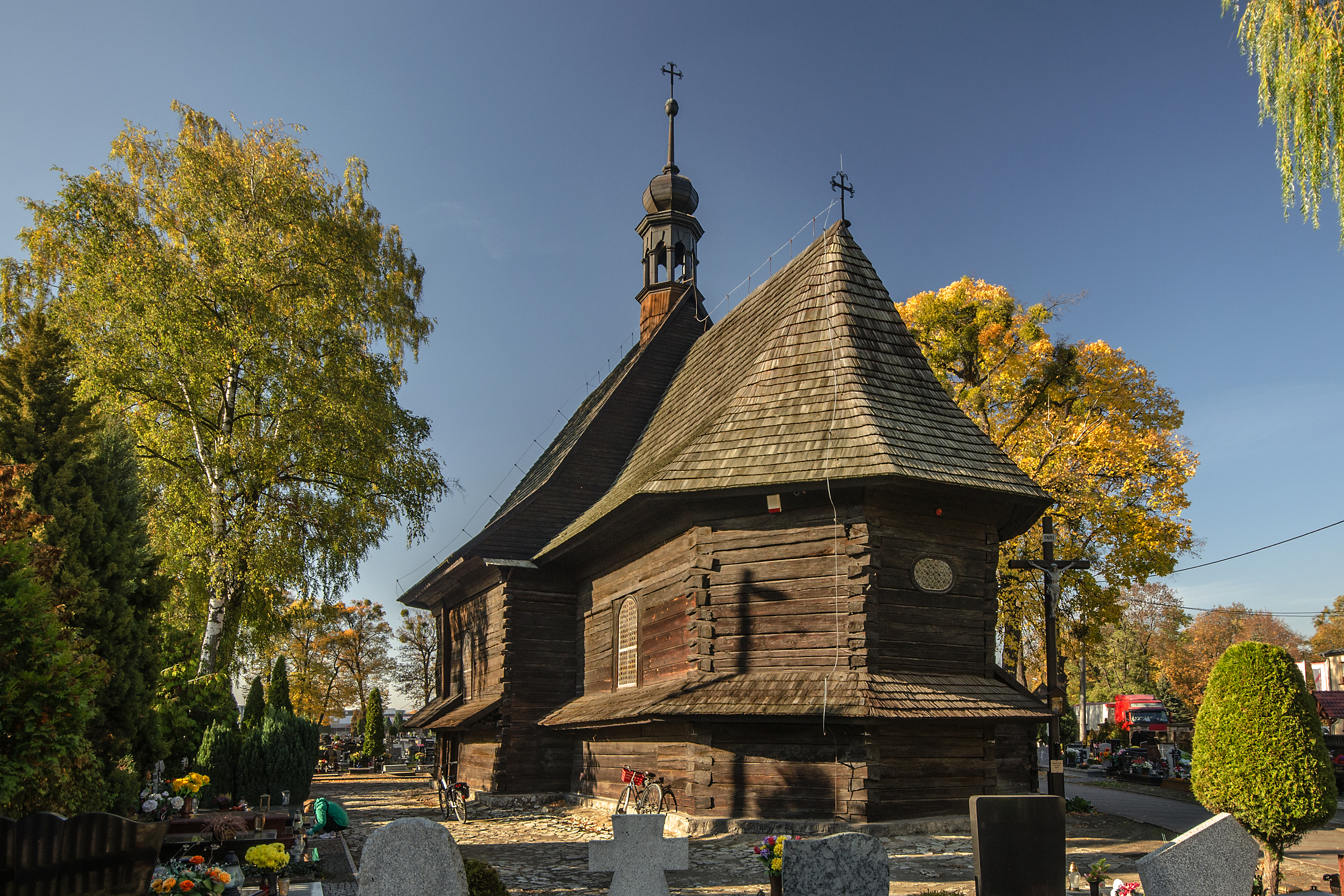
Kościół św. Barbary
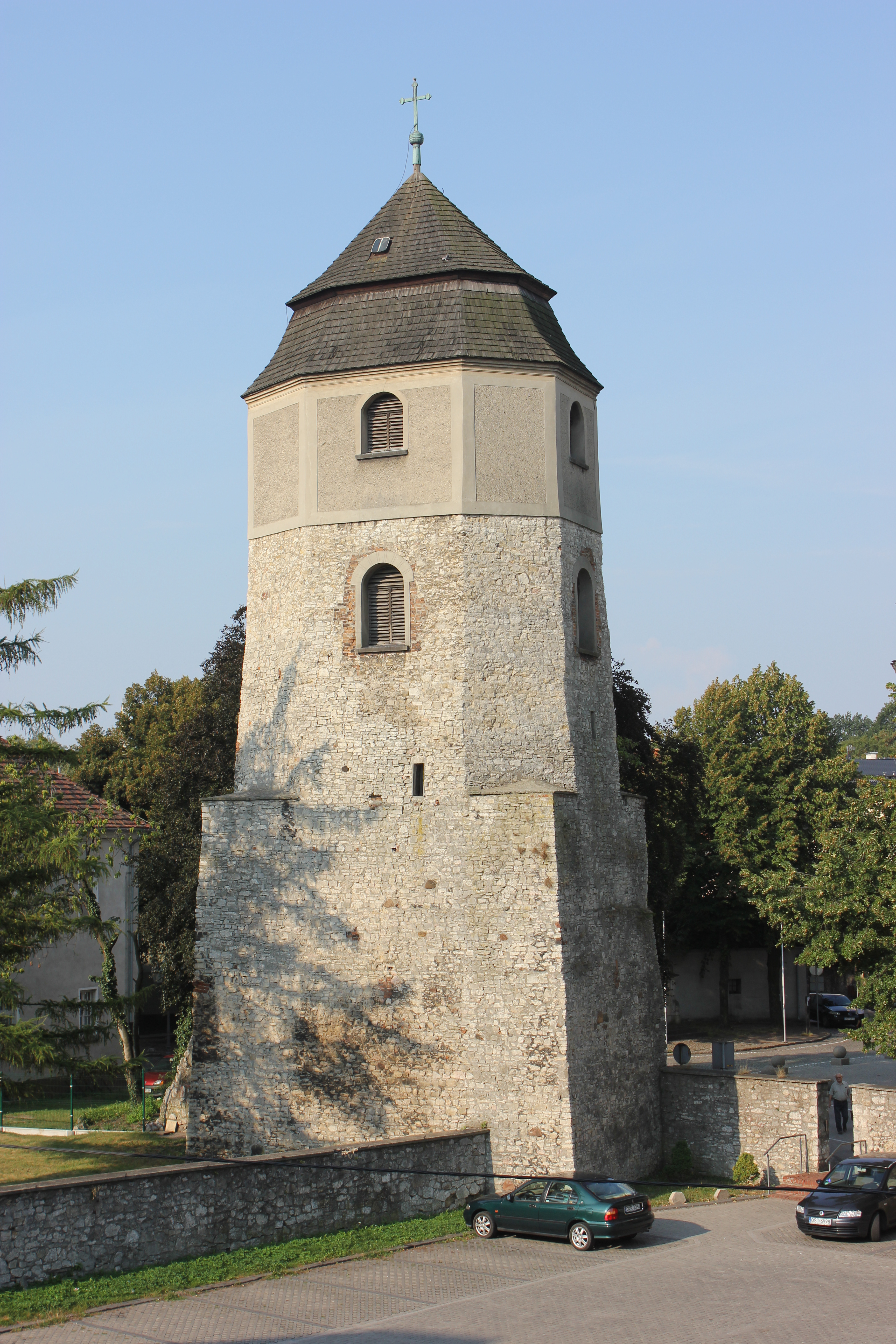
Baszta
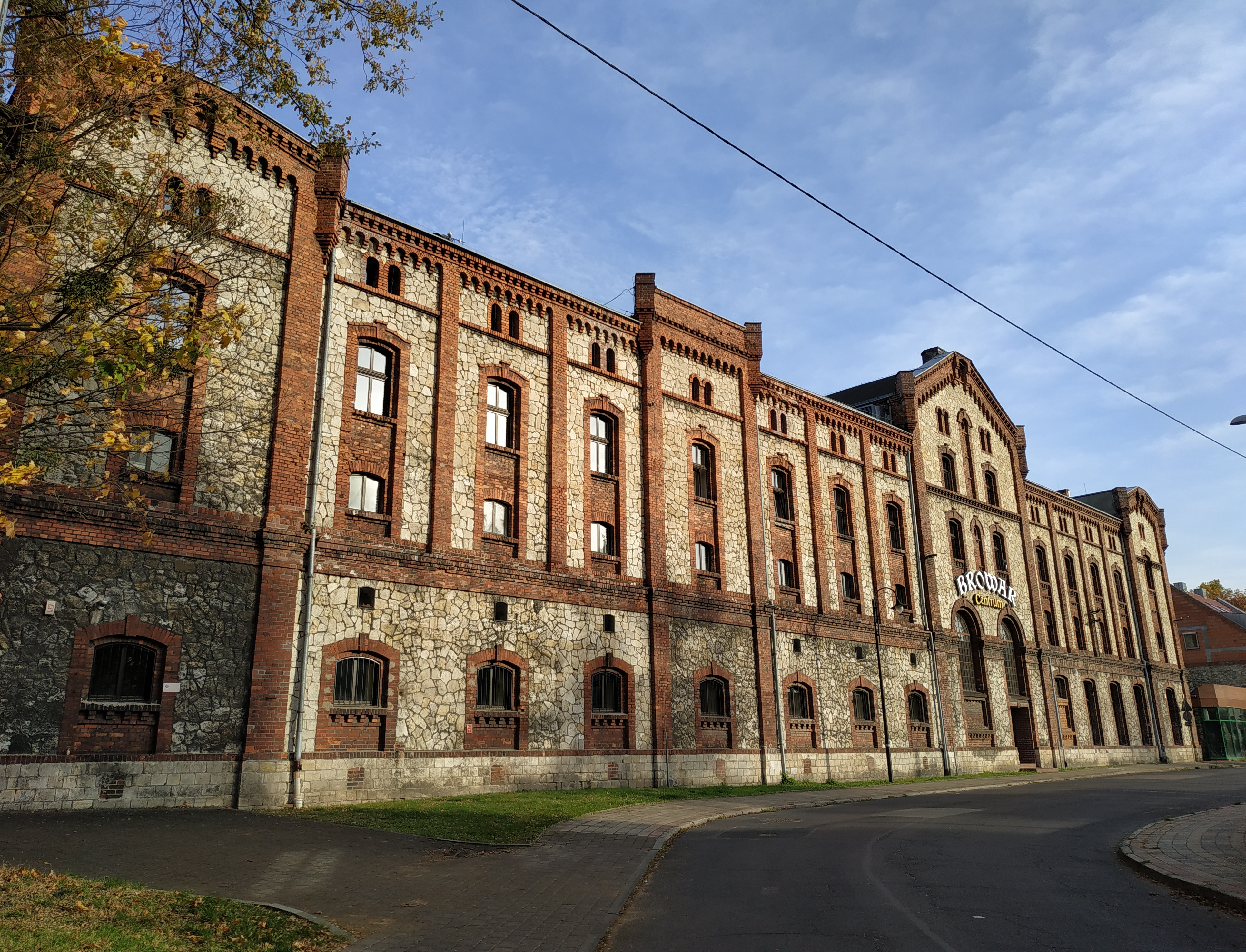
Dawny browar
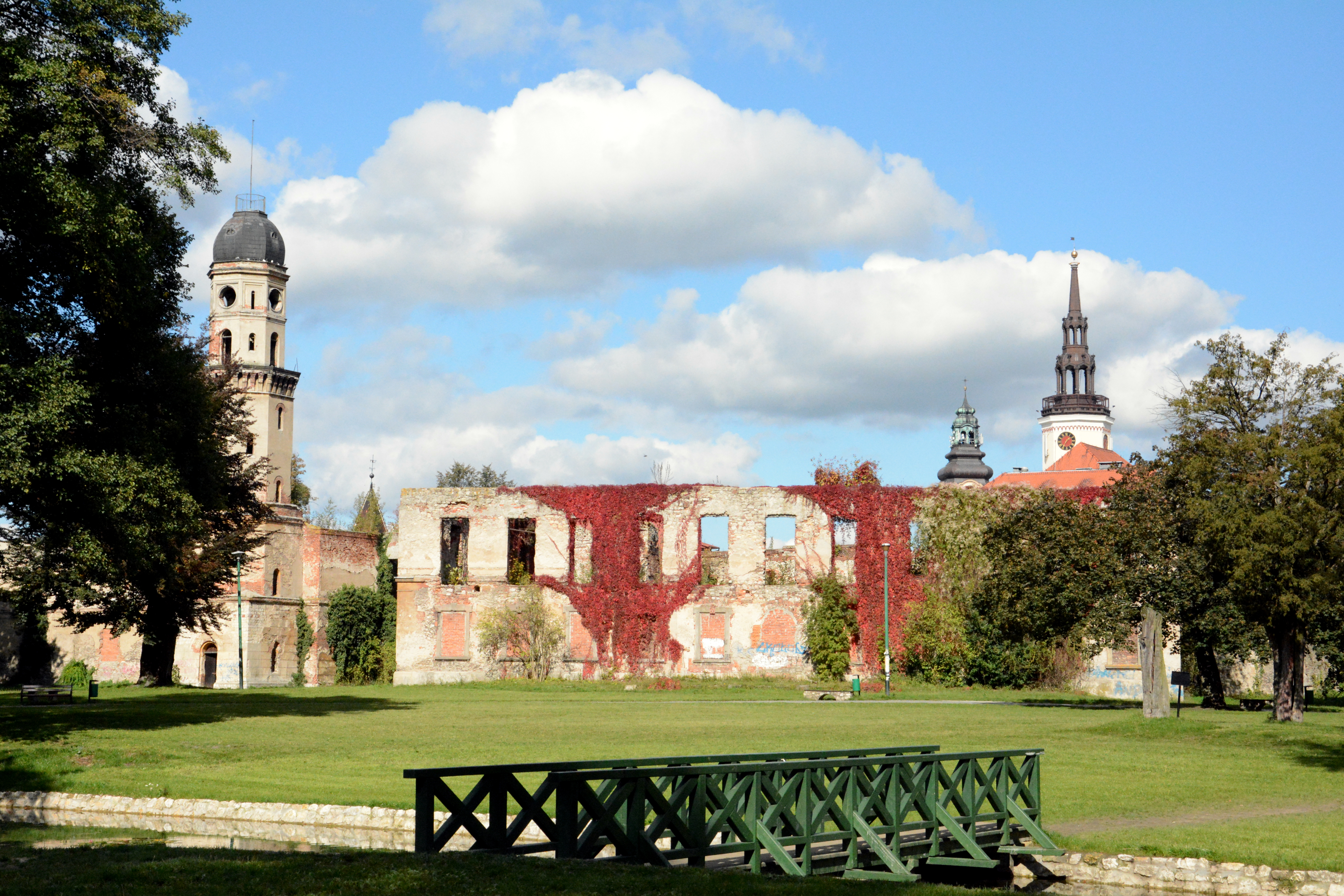
Ruiny zamku
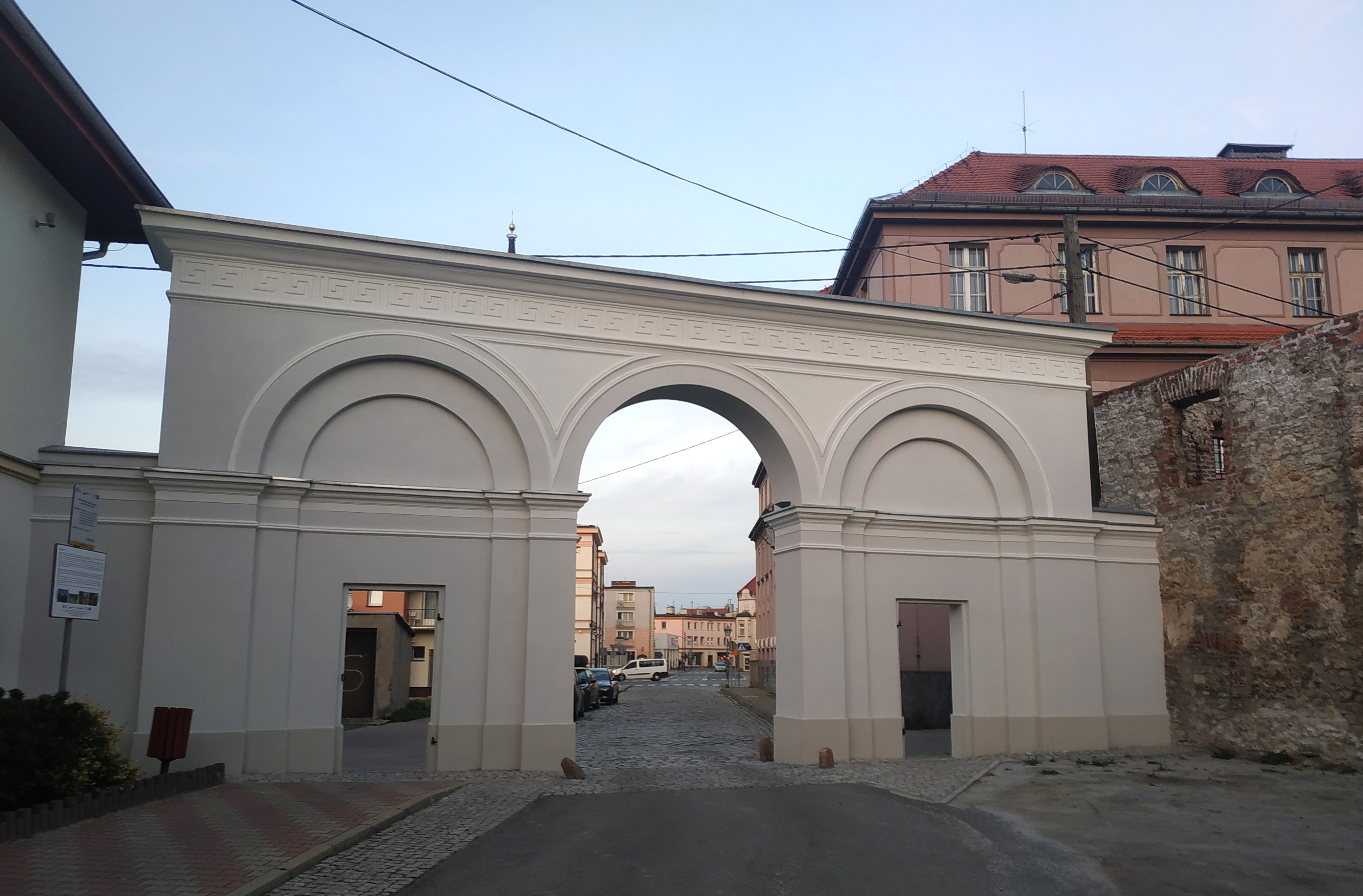
Brama zamkowa
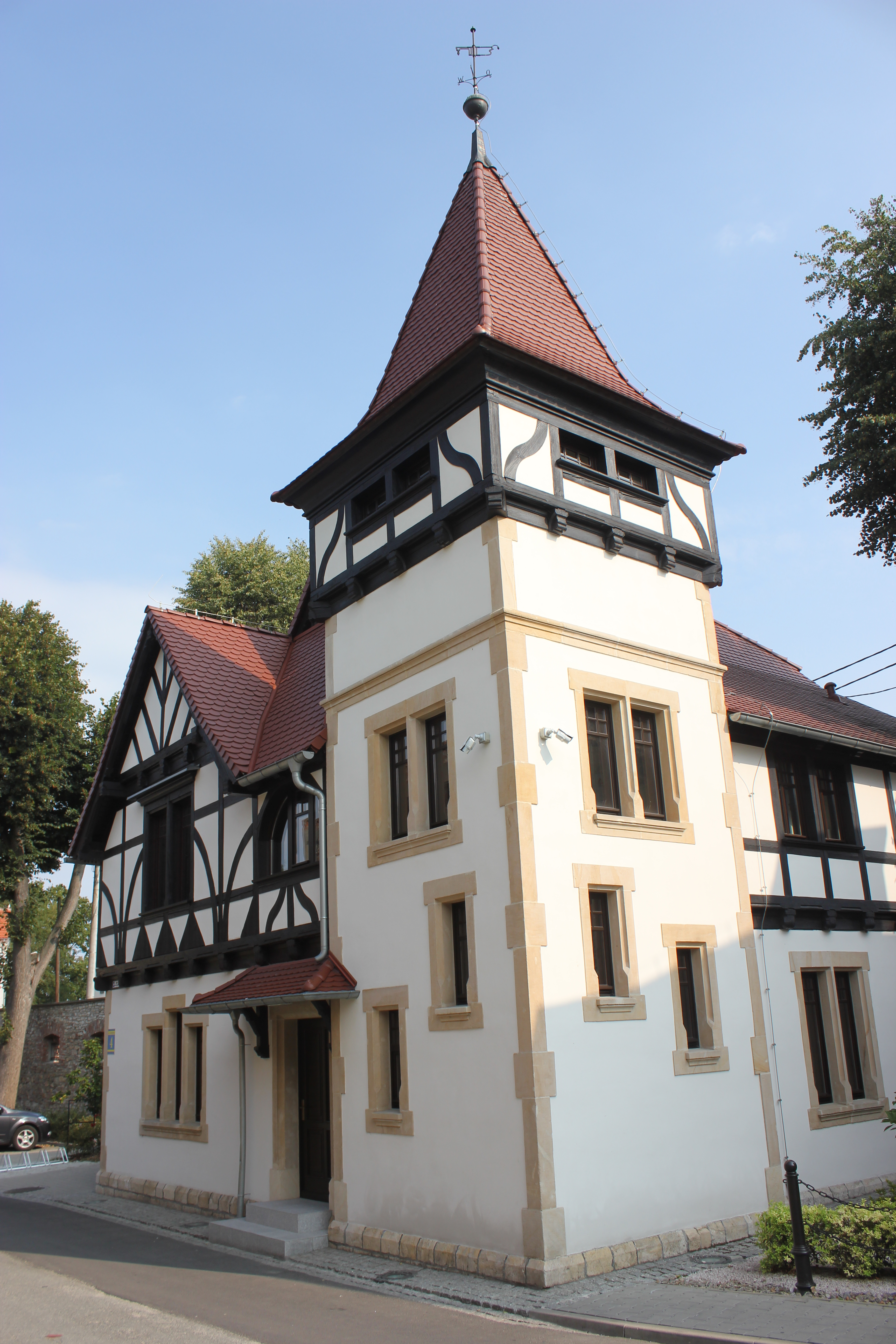
Oficyna zamkowa
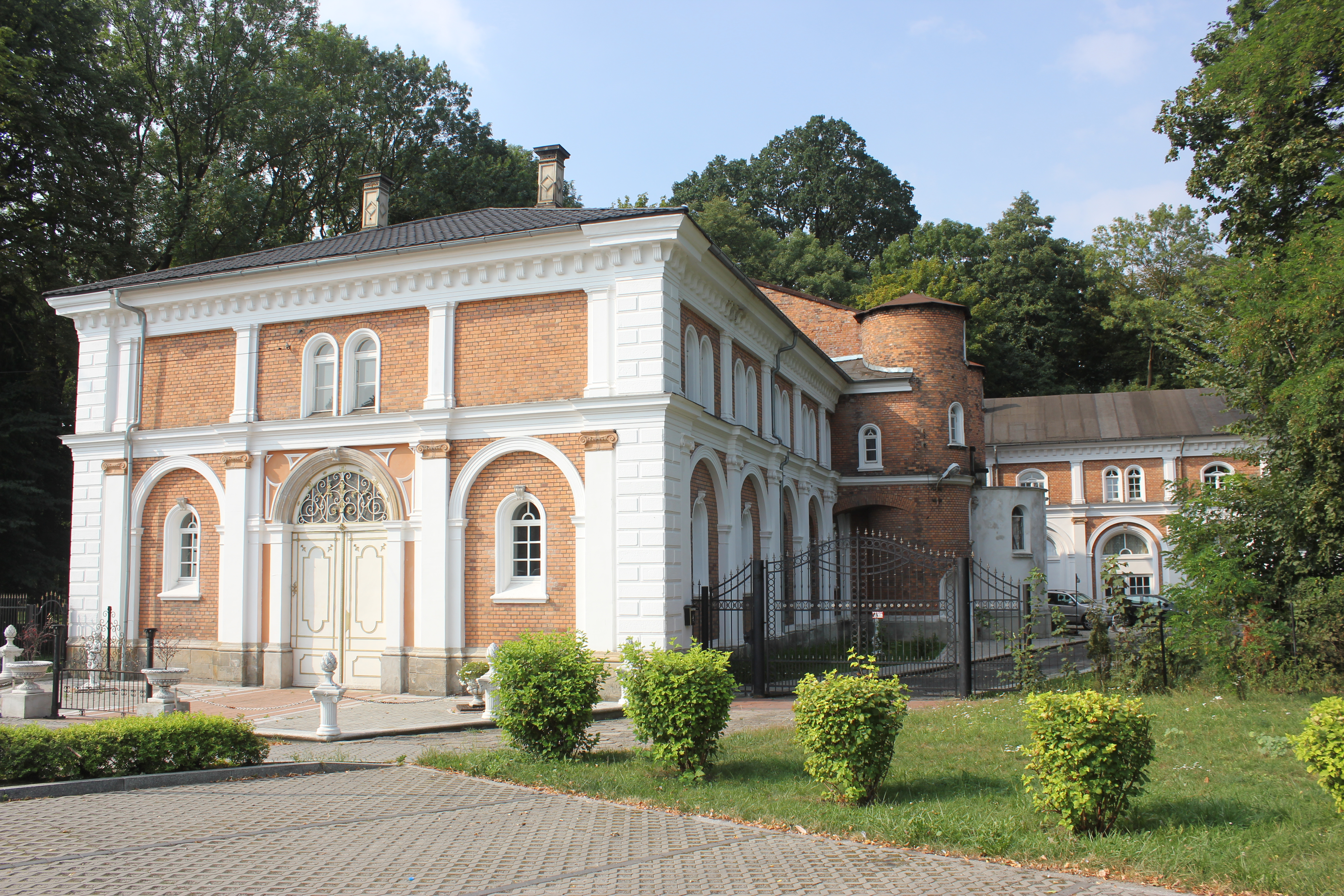
Masztalarnia (dawna stajnia)
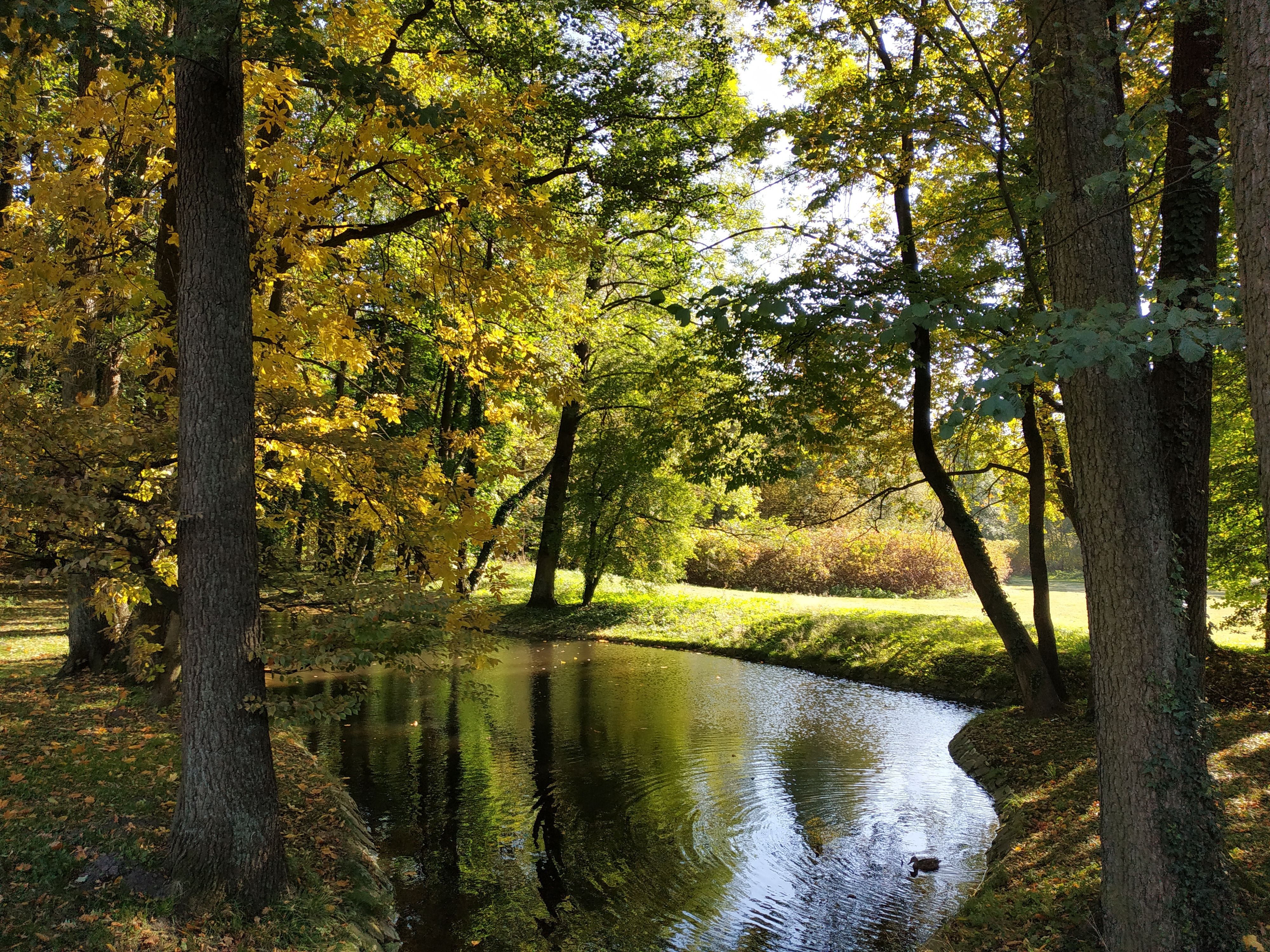
Park miejski (Park Renardów)
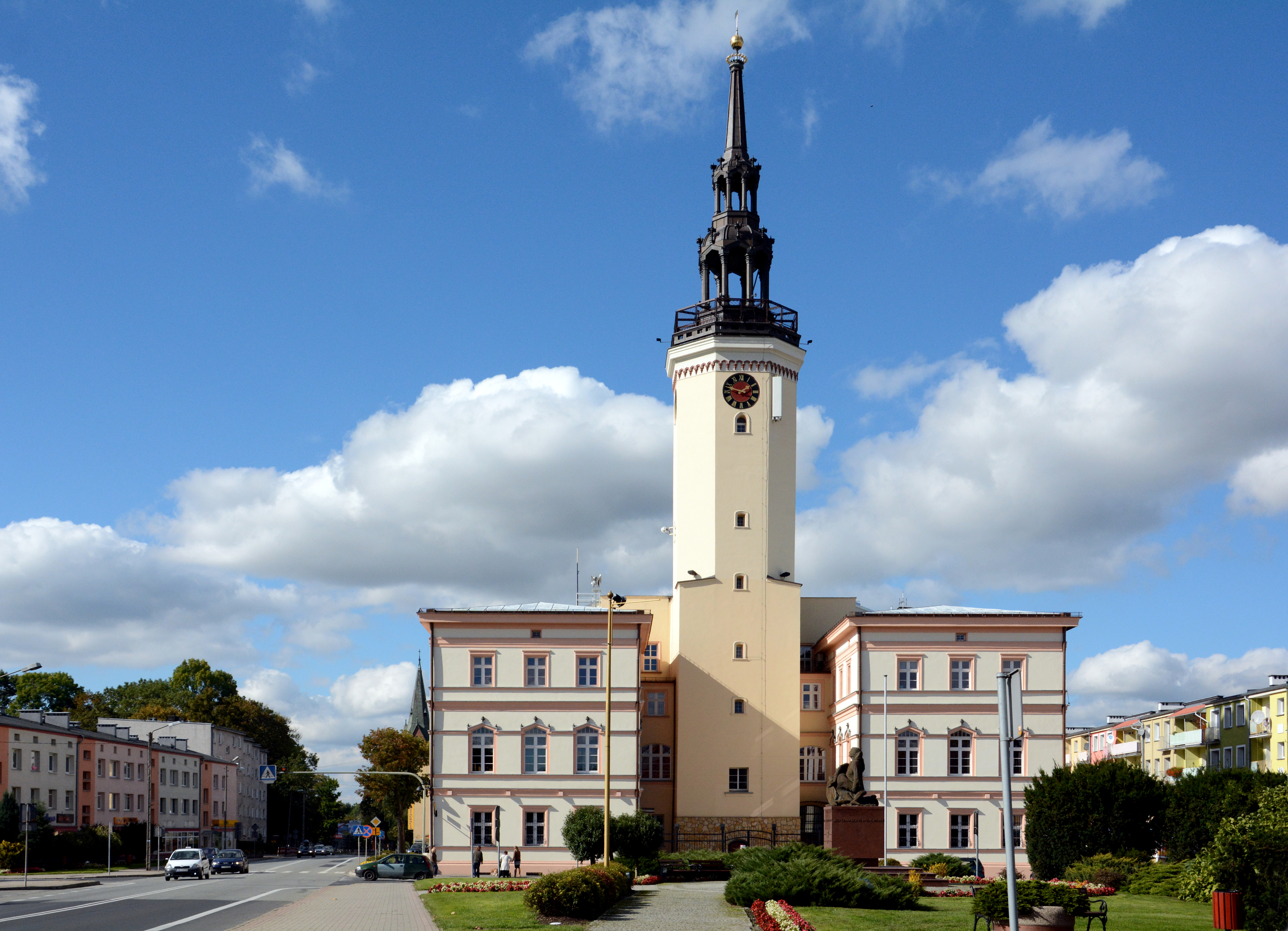
Ratusz

Kamień wapienny jest tradycyjnym materiałem budowlanym w regionie. Duża dostępność wapienia na ziemi strzeleckiej powodowała, że w przeszłości było tu stosunkowo mało drewnianych kościołów. W 1687 roku na okolicznych 20 świątyń tylko 4 były zbudowane z drewna. Charakterystyczny styl budynków rejonu Strzelec Opolskich, zwłaszcza dla wielkokubaturowych budynków produkcji rolnej, zakłada użycie w ścianach miejscowego łamanego kamienia wapiennego oraz czerwonej cegły dla detali architektonicznych.
Obecny układ przestrzenny miasta powstał w wyniku połączenia kilku jednostek osiedleńczych o odmiennym planie i pochodzeniu. Centrum stanowi częściowo zatarty i zmodyfikowany układ średniowiecznego miasta lokacyjnego z granicami wyznaczonymi przez zamek, kościół i dawne mury miejskie. Obszar pierwotnego miasta był niewielki – odległość między bramą opolską a krakowską wynosiła 250 m. Ponadto w skład współczesnych Strzelec wchodzi m.in. dawne Przedmieście Krakowskie i Lublinieckie z zabudową o układzie przestrzennym ulicowym oraz dawne wsie: Adamowice (wzmiankowane po raz pierwszy w 1235 r.), Suche Łany (1333 r.), Mokre Łany (1333 r.), Nowa Wieś (1783 r.).
Do strefy ochrony konserwatorskiej typu „B” należą:
- częściowo zachowane Przedmieścia Opolskie, Lublinieckie i Krakowskie, z granicą przebiegającą wzdłuż ulic Krakowskiej, Marka Prawego i Powstańców Śląskich – mieści się tam zabudowa miejska z przełomu XIX/XX w. z centrum wokół Placu Żeromskiego
- podmiejski teren dawnej wsi Adamowice wzdłuż ul. 1 Maja – mieści się tam zabudowa zagrodowa z przełomu XIX/XX w. wraz z historyczną parcelacją
- podmiejski teren dawnej wsi Suche Łany przy ul. Kozielskiej – mieści się tam zabudowa zagrodowa z II poł XIX w., przełomu XIX/ XX i początku XX w. wraz z historyczną parcelacją[118].

## Demografia
Według danych GUS z 31 grudnia 2019, Strzelce Opolskie miały 17835 mieszkańców (7. miejsce w województwie opolskim i 247. w Polsce), powierzchnię 30 km² (4. miejsce w województwie opolskim i 181. miejsce w Polsce) i gęstość zaludnienia 600 os./km².
Mieszkańcy Strzelec Opolskich stanowią około 24% populacji powiatu strzeleckiego, co stanowi 1,81% populacji województwa opolskiego.
| Opis                              | Ogółem | Ogółem | Kobiety | Kobiety | Mężczyźni | Mężczyźni |
| --------------------------------- | ------ | ------ | ------- | ------- | --------- | --------- |
| jednostka                         | osób   | %      | osób    | %       | osób      | %         |
| populacja                         | 17835  | 100    | 9292    | 52      | 8543      | 48        |
| gęstość zaludnienia (mieszk./km²) | 600    | 600    | 315     | 315     | 285       | 285       |

W Strzelcach Opolskich, podobnie jak w województwie opolskim, występuje niekorzystna sytuacja demograficzna – systematycznie ubywa ludności, zmniejsza się liczba urodzeń i pogłębia się proces starzenia społeczeństwa. Utrzymuje się wysoki odpływ migracyjny, głównie za granicę, dotyczący zwłaszcza ludzi młodych i wykształconych. Saldo migracji zagranicznych w Strzelcach Opolskich w latach 1976–2014 wynosiło –4788, co w stosunku do liczby ludności w 2014 roku (18373) daje procentowy wynik salda –26,1%.
W gminie Strzelce Opolskie zdecydowanie najliczniejsza jest ludność narodowości polskiej. Stosunkowo dużą grupę stanowi ludność deklarująca narodowość niemiecką, choć ich liczba ma tendencję malejącą. Gmina nie widnieje w „Urzędowym Rejestrze Gmin, w których jest używany język pomocniczy” oraz nie są dopuszczone nazwy miejscowości w języku mniejszości. Są one jednak obecne w sąsiednich gminach należących do powiatu strzeleckiego.
Znaczny jest odsetek autochtonicznych Ślązaków (urodzonych na tych ziemiach przed II wojną światową lub mających takich przodków), dla których poczucie przynależności narodowej jest ich osobistym wyborem. Część z nich deklaruje narodowość polską, część utożsamia się z narodowością niemiecką, a jeszcze inni uznają istnienie narodowości śląskiej.

### Liczba mieszkańców miasta
1828 – 1468
1832 – 1400
1845 – 2122
1869 – 7106
1880 – 4627
1890 – 5112
1932 – 9667
1933 – 11000
1939 – 11523
1995 – 21885
1996 – 21768
1997 – 21766
1998 – 21706
1999 – 21255
2000 – 21080
2001 – 20847
2002 – 20696
2003 – 20478
2004 – 20253
2005 – 20095
2006 – 19976
2007 – 19853
2008 – 19758
2009 – 19657
2010 – 19542
2011 – 18754
2014 – 18373
2015 – 18244
2016 – 18185
2017 – 18057

### Piramida wieku mieszkańców Strzelec Opolskich w 2014 roku
.

## Symbole
Herb miasta Strzelce Opolskie jest jednocześnie herbem gminy Strzelce Opolskie. Po lewej stronie na niebieskim tle przedstawia pół orła złotego, a po stronie prawej na żółtym tle widnieje gałązka winorośli ustawiona na ukos. Barwy tła herbu, niebieski i żółty, występują także na fladze gminy Strzelce Opolskie. Flagę stanowi prostokątny płat tkaniny o proporcjach boków 3:5 ukośnie przedzielony przekątną. Na górnym żółtym trójątnym polu flagi może być umieszczony herb Strzelec.
Na herbie Strzelec z 1362 roku przedstawiona była połowa górnośląskiego orła i ukośnie ustawiona gałązka chmielu, który wówczas uprawiano na tych ziemiach. Na najstarszej pieczęci miasta z 1396 roku zamiast gałązki chmielu występowała gałązka z trzema liści – jednym lipowym oraz dwoma o kształcie liści winorośli.

## Polityka

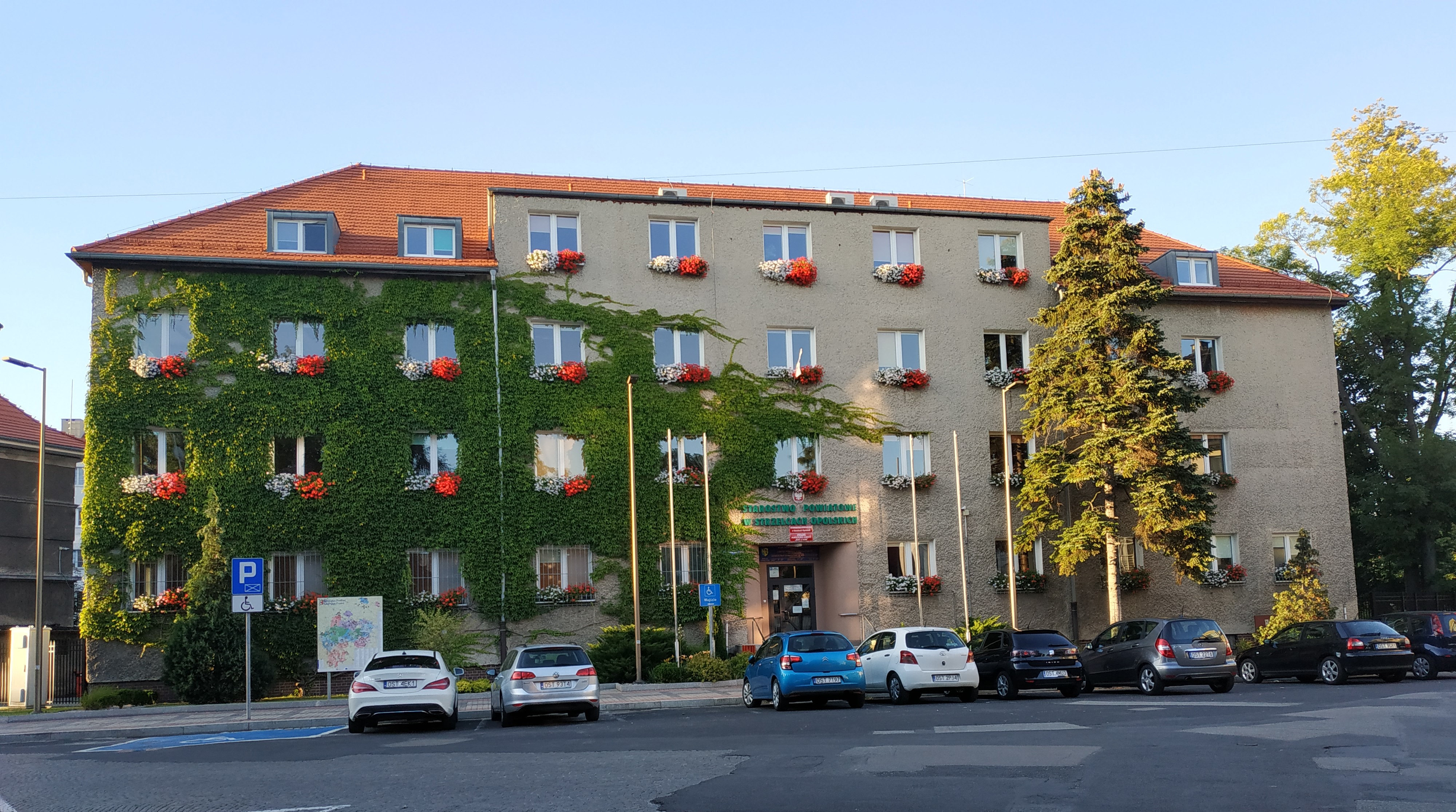
Siedziba starostwa powiatowego

Miasto Strzelce Opolskie jest siedzibą władz gminnych – miejsko-wiejskiej gminy Strzelce Opolskie, oraz siedzibą władz powiatowych – powiatu strzeleckiego. W gminie wyznaczono 27 sołectw, w tym 5 sołectw miejskich: Mokre Łany, Suche Łany, Adamowice, Nowa Wieś, Farska Kolonia. Miejscowości te stanowią części miasta.
Od 1950 Strzelce Opolskie leżą w granicach województwa opolskiego, przy czym były to trzy różne jednostki administracyjne funkcjonujące w latach 1950–1975, 1975–1998 oraz współczesne od 1999.
Organem wykonawczym gminy jest burmistrz, który m.in. wykonuje uchwały rady miejskiej. W skład Rady Miejskiej w Strzelcach Opolskich wchodzi 21 radnych wybieranych w 3 okręgach. Dwa pierwsze okręgi obejmują wyborców z miasta. Okręg nr 3 obejmuje wyborców z terenów wiejskich (z sołectw spoza miasta Strzelce Opolskie) i reprezentuje go 8 radnych. W wyborach do Rady Powiatu Strzeleckiego wyborcy ze Strzelec Opolskich głosują w okręgu nr 1 obejmującym miasto i gminę Strzelce Opolskie oraz gminę Izbicko. Na ten okręg przypada 9 mandatów spośród 19. W wyborach do Sejmiku Województwa Opolskiego miasto należy do okręgu nr 3 (obejmującego powiaty strzelecki i kędzierzyńsko-kozielski).
W wyborach do Sejmu RP Strzelce Opolskie należą do okręgu nr 21 (obejmującego województwo opolskie). W wyborach do Senatu RP miasto należy do okręgu nr 53 (obejmującego m.in. powiat strzelecki). W wyborach do Parlamentu Europejskiego Strzelce należą do okręgu Nr 12 (obejmującego województwo opolskie i dolnośląskie).
Od 12 czerwca 1998 Strzelce Opolskie są członkiem Nowej Hanzy.
| Miasto      | Kraj              | Data podpisania umowy |
| ----------- | ----------------- | --------------------- |
| Soest       | Niemcy            | 7 czerwca 1995        |
| Druskieniki | Litwa             | 26 września 1997      |
| Tyśmienica  | Ukraina           | 7 września 2002       |
| Holice      | Czechy            | wrzesień 2006         |
| Bandera     | Stany Zjednoczone | jesień 2006           |

## Historia gospodarcza
W II poł. XIX w. w Strzelcach Opolskich intensywnie rozwijał się przemysł. Powstały wówczas m.in. browary oraz fabryki cygar, pończoch, papy, maszyn, cementu wraz z przemysłem wapienniczym. Najstarsze dwa przedsiębiorstwa typu kapitalistycznego w mieście to gazownia (1865 rok) oraz fabryka maszyn rolniczych, odlewnia żelaza i tartak braci Prankel (przedsiębiorstwo założone w 1869 roku). Ożywienie gospodarcze miało też związek z otwarciem linii kolejowej Opole – Bytom w 1880 roku. Budowano nowe budynki użyteczności publicznej i rozwijano infrastrukturę komunalną.
Wraz z rozwojem przemysłu spadała liczba rzemieślników. W 1845 roku miasto liczyło 2122 mieszkańców, a w 1900 r. już 5779. W 1933 roku liczba mieszkańców wynosiła 11 tys., jednak wzrost ten nastąpił głównie poprzez rozszerzenie terytorialne miasta.
W 1945 roku wojska sowieckie grabiły i niszczyły zabudowania przemysłowe, gospodarcze, mieszkalne czy mieszczące instytucje publiczne. Sowieci demontowali i wywozili wyposażenia zarówno dużych fabryk, jak i małych zakładów rzemieślniczych. Obowiązywało uregulowanie, na mocy którego wszystkie obiekty przed zdaniem ich administracji polskiej mogli traktować jako zdobycz wojenną.
W latach powojennych na ziemi strzeleckiej odbudowywano przemysł, nastąpiła migracja siły roboczej do miast i spadek zatrudnienia w rolnictwie. Do najważniejszych zakładów przemysłowych w Strzelcach Opolskich w czasach PRL-u należały:
- fabryka sprzętu rolniczego „Agromet”. Uruchomiona została oficjalnie w 1948 r. w miejscu niemal całkowicie zniszczonej fabryki braci Prankel; przed 1973 nosiła nazwę „Pionier”[151]
- zakłady przemysłu wapienniczego[148]. Wydobycie kamienia wapiennego i wypalanie wapna na ziemi strzeleckiej odbywa się od ok. 500 lat[152], a historia strzeleckich zakładów sięga II poł. XIX w.[147]. Duże znaczenie miała cementownia[148] wybudowana w latach 1972–1977[153]

W 1960 roku strzeleckie zakłady pracy założyły spółdzielnię mieszkaniową, która pierwotnie zamierzała wybudować 7 bloków z wielkiej płyty dla polepszenia warunków mieszkaniowych pracowników. Ostatecznie na przestrzeni czasowej do lat 90. wybudowała ich kilkadziesiąt.

## Współczesność
Powiat strzelecki na tle innych powiatów województwa opolskiego należy do tych najsilniej uprzemysłowionych i o najniższym odsetku ludności pracującej w rolnictwie. Miasto Strzelce Opolskie na początku transformacji miało charakter przemysłowo-usługowy, jednak po 1990 stopniowo przekształcało się w ośrodek o dominującym charakterze usługowym. Wg danych z 2017 roku w sektorze rolnictwa w rejestrze REGON znajdowało się 60 podmiotów na terenie gminy Strzelce Opolskie, z czego w samym mieście zlokalizowanych było 16.
W sektorze rolnictwa w mieście przeważa uprawa roli oraz chów i hodowla zwierząt (13 podmiotów z 16 w 2017 roku). W sektorze przemysłowym silnie dominuje przetwórstwo przemysłowe. W sektorze usługowym dominuje sekcja G – działalność handlowa, a zwłaszcza handel detaliczny. Obserwuje się tendencję rozwojową w przypadku przemysłu oraz regres w działalności rolniczej.
W Strzelcach zlokalizowany jest obszar Katowickiej Specjalnej Strefy Ekonomicznej oraz Strzelecki Obszar Gospodarczy obejmujący tereny po byłej fabryce maszyn rolniczych. Ponadto do miasta przylega rozległy Strzelecki Park Przemysłowy o łącznej powierzchni ok. 500 ha, sąsiadujący ze strefą gospodarczą w gminie Ujazd. Kolejny teren inwestycyjny zlokalizowany jest przy ul. Dziewkowickiej.
Do największych pracodawców na terenie miasta należą fabryki produkujące wiązki kablowe, wyroby drewnopochodne, chemię gospodarczą, konstrukcje metalowe oraz elementy z tworzyw sztucznych. W 2021 roku stopa bezrobocia w powiecie strzeleckim wynosiła 4,2% i była niższa od średniej wartości dla województwa opolskiego (6,0%) oraz dla Polski (5,4%).

## Infrastruktura społeczna i usługi administracji
W Strzelcach Opolskich mieści się siedziba następujących instytucji: Urzędu Miejskiego, Starostwa Powiatowego, Sądu Rejonowego, Prokuratury Rejonowej, Nadleśnictwa Strzelce Opolskie, ZUS-u, KRUS-u, Urzędu Skarbowego, Powiatowego Inspektoratu Nadzoru Budowlanego, Powiatowego Inspektora Weterynarii, Powiatowej Stacji Sanitarno-Epidemiologicznej, Powiatowego Urzędu Pracy, oddziału Agencji Restrukturyzacji i Modernizacji Rolnictwa, jednostki Państwowej Straży Pożarnej oraz Powiatowej Komendy Pol
icji. W mieście znajdują się też dwa zakłady karne, co stanowi cechę charakterystyczną.
Różne zadania powierzone gminie realizowane są m.in. przez Gminny Zarząd Mienia Komunalnego (GZMK), Gminny Zarząd Obsługi Jednostek (GZOJ), Ośrodek Pomocy Społecznej (OPS), Przedsiębiorstwo Usług Komunalnych i Mieszkaniowych Spółka z o.o. (PUKiM), Strzeleckie Wodociągi i Kanalizacja Spółka z o.o. (SWiK), Środowiskowy Dom Samopomocy, Strzelecka Spółdzielnia Socjalna.
Cała ludność na terenie miasta ma dostęp do publicznej sieci wodociągowej, a 89% (wg stanu na 2018 rok) posiada dostęp do sieci kanalizacji sanitarnej. Ścieki odprowadzane są do biologicznej oczyszczalni ścieków zlokalizowanej na terenie miasta. Punkt Selektywnej Zbiórki Odpadów obsługujący miasto i gminę mieści się w Szymiszowie. Przesył i dystrybucję energii elektrycznej organizuje jeden operator – Tauron Dystrybucja S.A. Oddział w Opolu. Scentralizowany system zaopatrzenia w energię cieplną opiera się na ciepłowni należącej do ECO S.A. umiejscowionej w mieście przy ul. Strzelców Bytomskich. Właścicielem sieci jest Energetyka Cieplna Opolszczyzny S.A. z siedzibą w Opolu. Niemal cały obszar miasta jest w zasięgu dystrybucyjnych sieci gazowych. Ich operatorem jest Polska Spółka Gazownictwa sp. z o.o.

## Transport

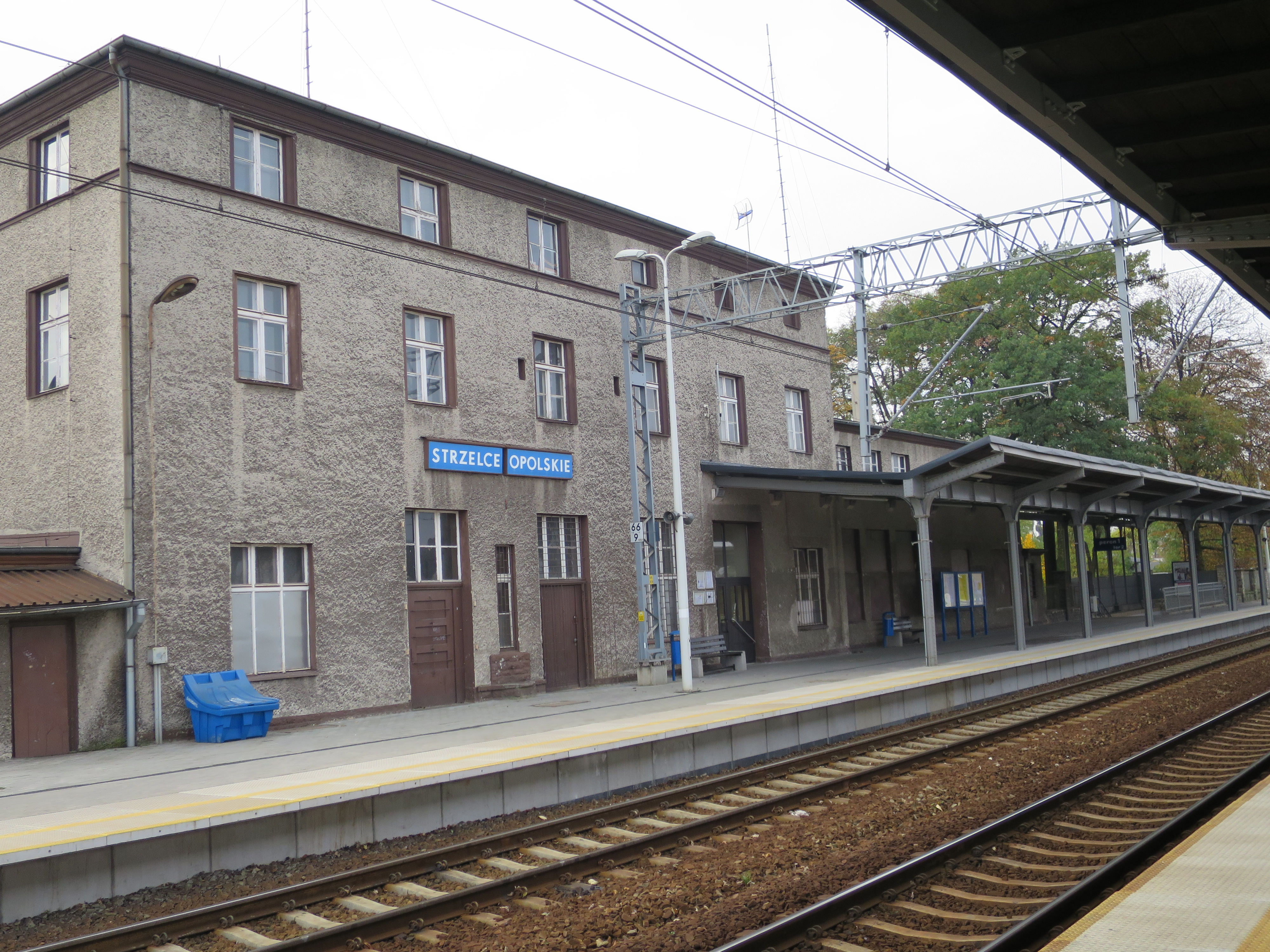
Stacja kolejowa w Strzelcach Opolskich

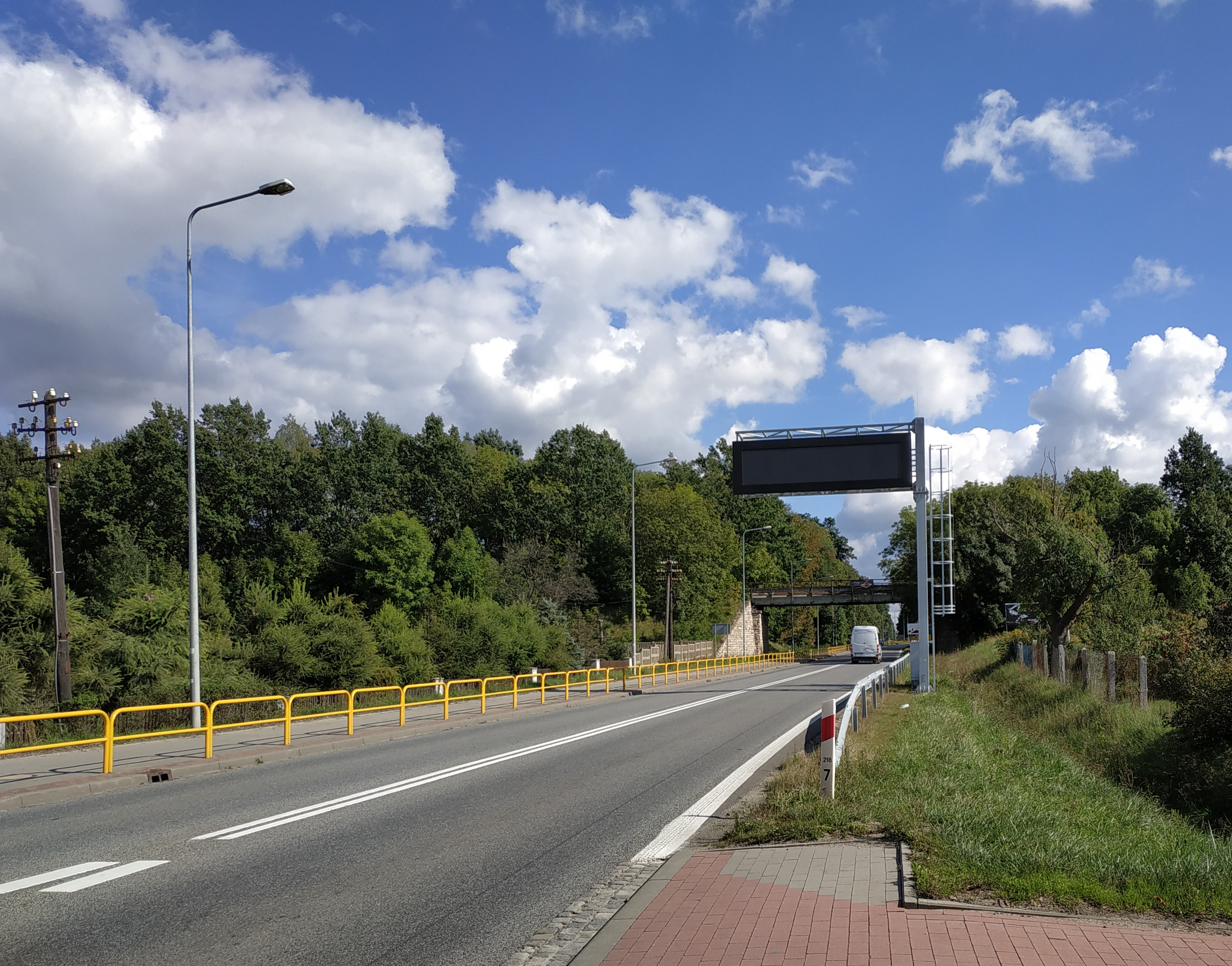
Droga krajowa nr 94 na terenie miasta w pobliżu ronda łączącego ją z drogą krajową nr 88. Widoczna także infrastruktura związana z nieczynną linią kolejową nr 175

Przez Strzelce Opolskie przebiegają drogi krajowe:
- 88 Strzelce Opolskie – węzeł Strzelce Opolskie – węzeł Kleszczów – Gliwice – Bytom
- 94 węzeł Zgorzelec – Bolesławiec – Krzywa – Chojnów – Legnica – Prochowice – Wrocław – Brzeg – Opole – Strzelce Opolskie – Toszek – Pyskowice – Bytom – Będzin – Sosnowiec – Dąbrowa Górnicza – Olkusz – ... – Tarnów – Rzeszów – Jarosław – Radymno – Korczowa – droga 1698R

Poza tym przez Strzelce Opolskie przebiegają dwie drogi wojewódzkie:
- 409 Dębina – Krapkowice – Gogolin – Strzelce Opolskie
- 426 Zawadzkie – Strzelce Opolskie – Olszowa – Kędzierzyn-Koźle.

Najważniejszą pobliską arterię w drogowym układzie komunikacyjnym stanowi autostrada A4. Strzelce Opolskie są z nią połączone poprzez węzeł Kędzierzyn-Koźle (Olszowa), do którego prowadzi droga wojewódzka nr 426, oraz poprzez węzeł Strzelce Opolskie (Nogowczyce), do którego prowadzi droga krajowa nr 88.
Droga 94 biegnie równolegle do autostrady A4 i stanowi wobec niej bezpłatną trasę alternatywną. Jest główną osią komunikacyjną w mieście, o dużym natężeniu ruchu. Na obszarze miasta na drodze 94 nakłada się ruch tranzytowy, ruch do węzłów autostradowych oraz ruch wewnątrzmiejski. W przypadku nierzadkich utrudnień na autostradzie (odcinek Góra św. Anny – Wysoka należy do najbardziej kolizyjnych fragmentów tej drogi) dochodzi do paraliżu komunikacyjnego. Dlatego też postuluje się budowę południowej obwodnicy, która dodatkowo ma zasadnicze znaczenie dla rozwoju przestrzennego miasta.
Transport zbiorowy odbywa się głównie poprzez transport kolejowy (linia 132) oraz transport autobusowy obsługiwany przez PKS Strzelce Opolskie i prywatnych przewoźników.
W mieście znajduje się lądowisko dla śmigłowców ratunkowych. Najbliższe lotnisko międzynarodowe to port Katowice-Pyrzowice (oddalony o ok. 60 km). Nie występuje natomiast infrastruktura związana z transportem wodnym.
Przez Strzelce Opolskie przebiega magistralna linia kolejowa nr 132 relacji Bytom – Strzelce Opolskie – Opole – Wrocław będąca częścią transeuropejskiego korytarza transportowego TEN-T, fragmentem trasy E 30 (CE-30). Linia ta znajduje się na liście linii kolejowych o znaczeniu państwowym, jest objęta umową AGTC, natomiast na odcinku przebiegającym przez Strzelce nie jest objęta umową AGC. Dobowa wymiana pasażerów na stacji Strzelce Opolskie wg danych z 2017 roku mieści się w przedziale 700–999.
Przez Strzelce przebiega również pierwszorzędna linia kolejowa nr 175 relacji Kędzierzyn-Koźle (Kłodnica) – Strzelce Opolskie – Fosowskie – Kluczbork. W 2000 roku została ona zamknięta dla ruchu pasażerskiego, kilka lat później zlikwidowano trakcję elektryczną, a w 2007 roku została wykreślona z ewidencji PLK. W 2016 roku został reaktywowany odcinek od Strzelec w stronę Rozmierki dla ruchu towarowego do zakładu przemysłowego. Poza tym linia ta na terenie gminy została praktycznie całkowicie rozebrana, a infrastruktura towarzysząca uległa w dużym stopniu degradacji. 

## Kultura

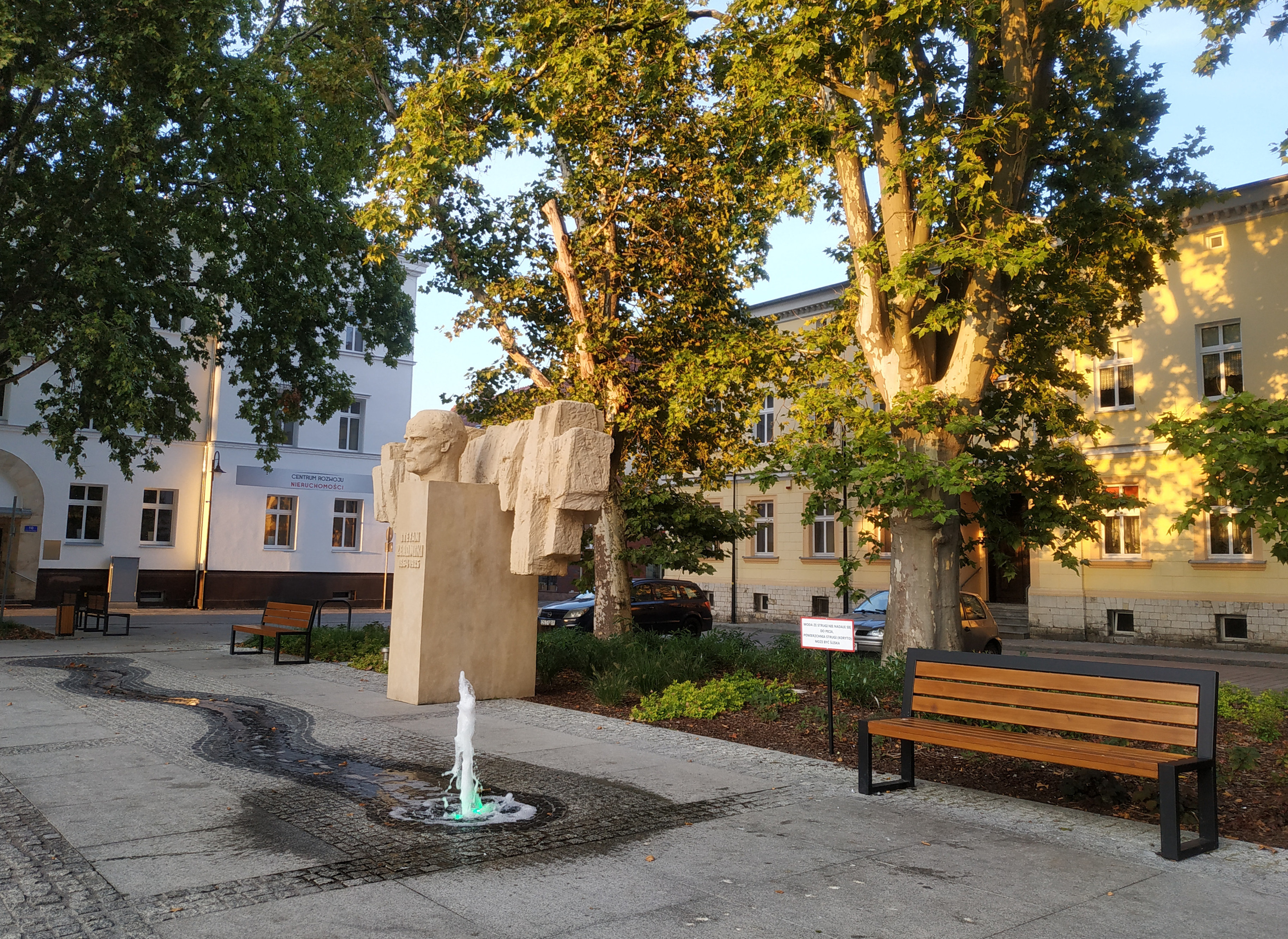
pomnik Stefana Żeromskiego z początku lat 60. XX w., znajdujący się na placu jego imienia

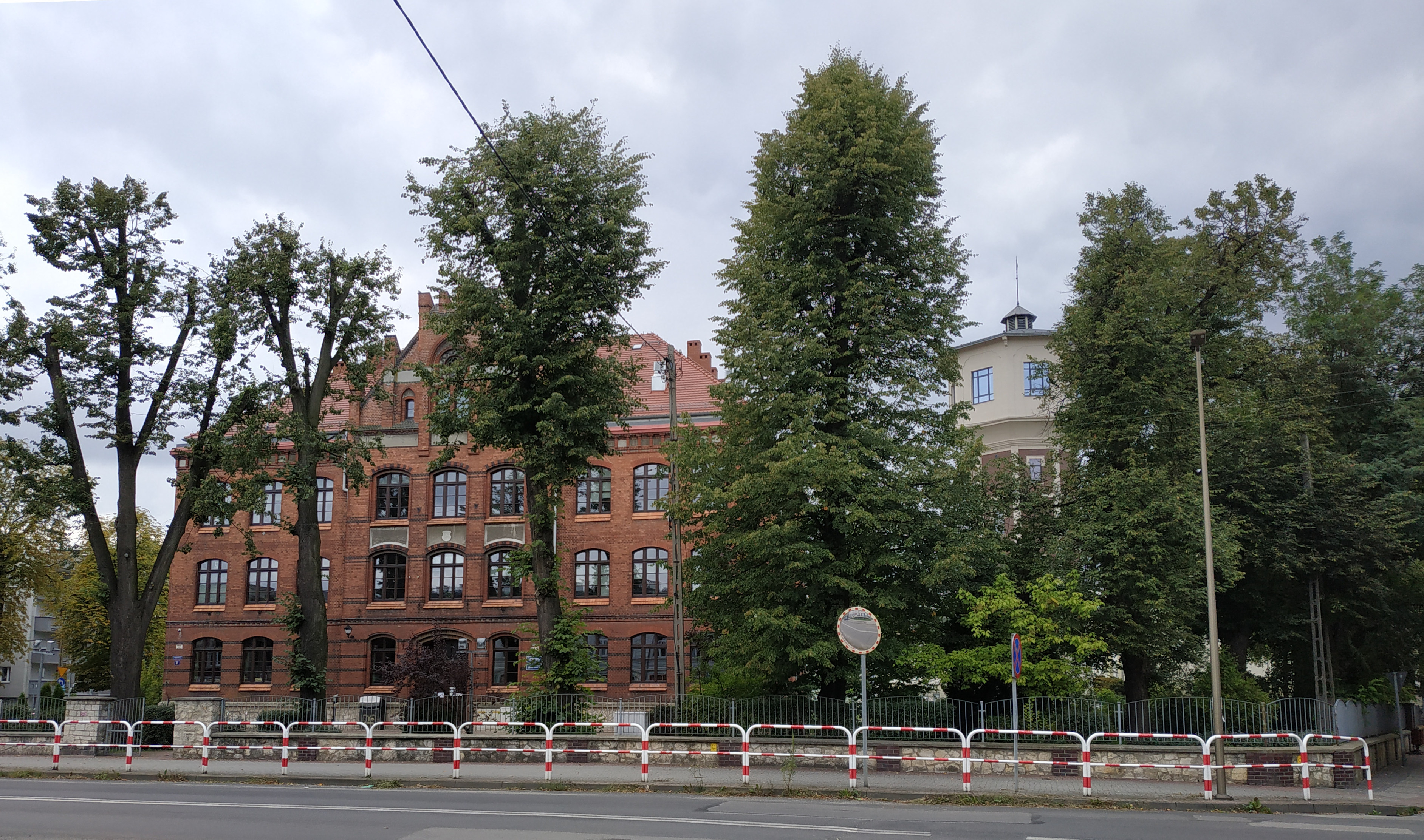
Miejska i Gminna Biblioteka Publiczna; budynek z 1898 roku

W mieście działa Strzelecki Ośrodek Kultury (SOK) prowadzący działalność w zakresie ochrony dziedzictwa kulturowego i kształtowania kulturowego środowiska. Podlega mu Miejska i Gminna Biblioteka Publiczna im. Powstańców Śląskich z sześcioma filiami na terenie gminy, w tym jedną na Osiedlu Piastów Śląskich w mieście. SOK prowadzi także 18 świetlic, m.in. na Mokrych Łanach i Nowej Wsi. Dysponuje salą widowiskową na 200 miejsc, prowadzi kawiarnie artystyczną, organizuje różne imprezy. Należą do nich coroczne Dni Ziemi Strzeleckiej – największa plenerowa impreza w powiecie, odbywająca się w parku miejskim.
Szeroką działalność kulturową prowadzi także Powiatowe Centrum Kultury (PCK) w Strzelcach Opolskich, które również ma bibliotekę, posiada salę widowiskową oraz organizuje różne wydarzenia. W PCK mieści się Regionalna Izba Tradycji oraz Galeria „III Filary”. W mieście odbywa się m.in. plenerowa impreza „Święto chleba. Piknik rodzinny” oraz Gala Lauri, na której nagradzani są uczniowie, nauczyciele i przedsiębiorcy za szczególne osiągnięcia i zaangażowanie w sferze oświaty i biznesu. W grudniu ma miejsce Strzelecki Bieg Uliczny, w którym bierze udział kilkaset uczestników.
W Strzelcach wydawany jest tygodnik Strzelec Opolski zajmujący się sprawami miasta i powiatu strzeleckiego. Gmina Strzelce Opolskie wydaje bezpłatny miesięcznik informacyjno-kulturalny „Informator Strzelecki”, a samorząd powiatu strzeleckiego – bezpłatny dwutygodnik „Powiat Strzelecki”.

## Oświata
Na terenie Strzelec Opolskich działają: 4 żłobki, 6 placówek przedszkolnych, 3 szkoły podstawowe, 3 podmioty realizujące kształcenie ponadpodstawowe (m.in. liceum ogólnokształcące, szkoła branżowa, 2 technikum), szkoła muzyczna. Oprócz tego funkcjonuje zespół szkół realizujący kształcenie specjalne (z punktem przedszkolnym, szkołą podstawową i szkołą ponadpodstawową).
| Żłobki - Żłobek w Strzelcach Opolskich, ul. Kardynała Wyszyńskiego 14 - Niepubliczny Żłobek „Szkrabuś”, ul. Henryka Pobożnego 1 - Niepubliczny Żłobek „Krasnoludek”, ul. Jordanowska 1A - Niepubliczny Żłobek „Puchatek”, pl. Kopernika 1 Przedszkola - Przedszkole Publiczne nr 4, ul. Piłsudskiego 7 - oddział zamiejscowy Przedszkola Publicznego nr 4, ul. 1 Maja 26 - Przedszkole Publiczne nr 5, ul. Strzelców Bytomskich 2 - Przedszkole Publiczne nr 8, ul. Kardynała Wyszyńskiego 6 - Publiczne Przedszkole nr 9, ul. Kardynała Wyszyńskiego 12 - Publiczne Przedszkole nr 10, ul. Asnyka 6 Szkoły podstawowe - Publiczna Szkoła Podstawowa nr 1, ul. Kozielska 34 - Publiczna Szkoła Podstawowa nr 4 im. Janusza Korczaka, ul. Sosnowa 3 - Publiczna Szkoła Podstawowa nr 7, ul. Kardynała Wyszyńskiego 2 |  | Szkoły ponadpodstawowe - Liceum Ogólnokształcące z Oddziałami Dwujęzycznymi im. Władysława Broniewskiego, ul. Krakowska 38 - Centrum Kształcenia Zawodowego i Ustawicznego, ul. Powstańców Śląskich 3, w którego skład wchodzą: - Technikum w Strzelcach Opolskich - Branżowa Szkoła I Stopnia - Branżowa Szkoła II Stopnia - Liceum Ogólnokształcące dla Dorosłych w Strzelcach Opolskich - Centrum Kształcenia Ustawicznego realizująca kursy w formach pozaszkolnych dla osób, które spełniły obowiązek szkolny - Niepubliczna Branżowa Szkoła w Strzelcach Opolskich, ul. Jana Matejki 21 Inne - Zespół Placówek Oświatowych „Ósemka”, ul. Ks. Wajdy 3, w którego skład wchodzą: - punkt przedszkolny dla dzieci z niepełnosprawnościami - Niepubliczna Szkoła Podstawowa Specjalna w Strzelcach Opolskich - Niepubliczna Szkoła Przysposabiająca do Pracy w Strzelcach Opolskich - Państwowa Szkoła Muzyczna I stopnia, ul. Matejki 1 |

## Religia

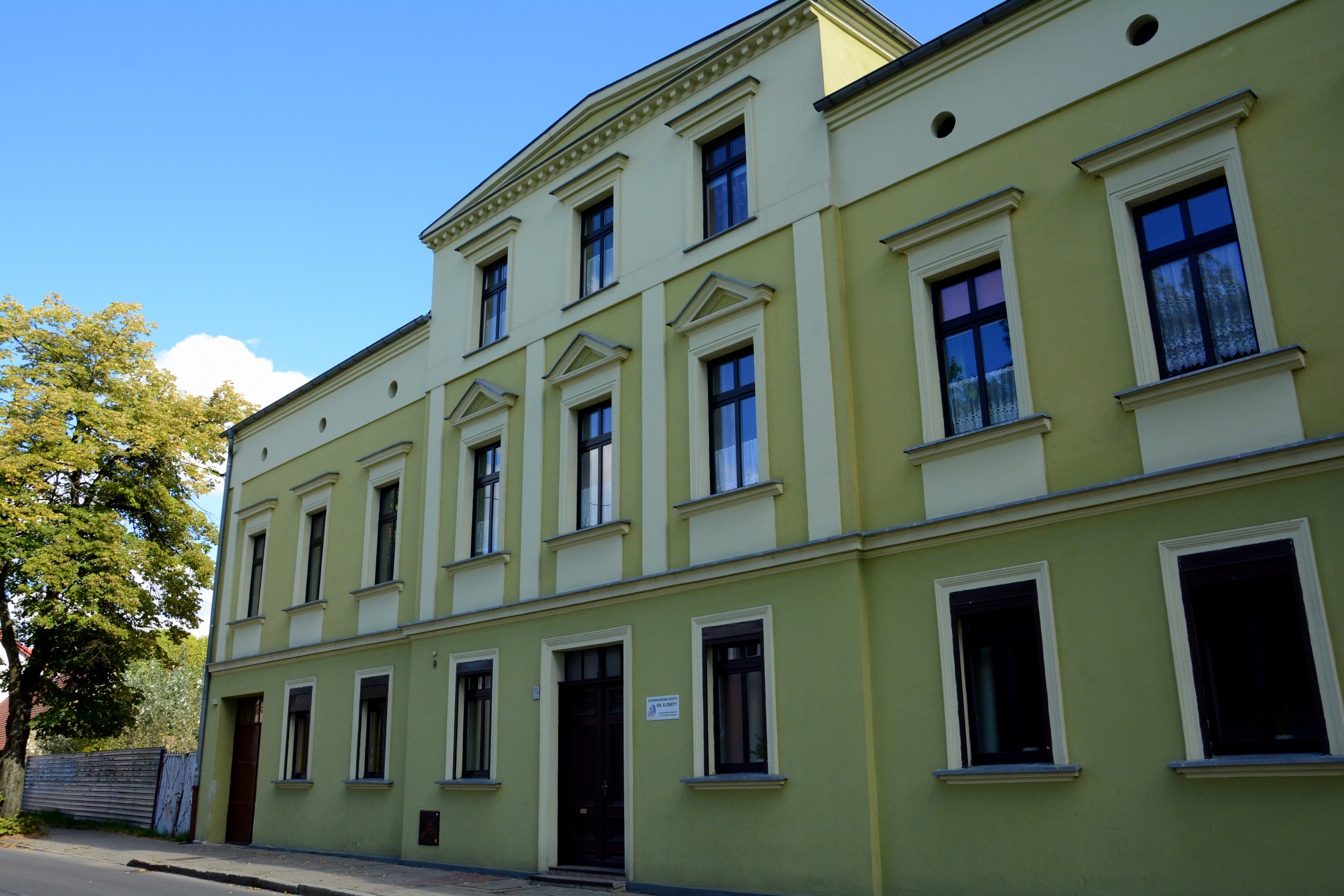
Pierwszy w Polsce dom Wspólnoty Błogosławieństw mieszczący się w zabytkowym budynku, dawnym domu zakonnym elżbietanek

### Wspólnoty wyznaniowe

#### Kościół rzymskokatolicki
Dekanat Strzelce Opolskie
- parafia Podwyższenia Krzyża Świętego (ul. Bursztynowa 5)
  - kościół Podwyższenia Krzyża Świętego (ul. Bursztynowa 5)
- parafia św. Wawrzyńca (ul. Kołłątaja 9)
  - kościół św. Wawrzyńca (ul. Kołłątaja 9)
  - kościół Bożego Ciała (ul. Opolska 4)
  - kościół św. Barbary (ul. Gogolińska 1)

#### Kościół Boży w Polsce
- Kościół Boży „Dom Łaski” w Strzelcach Opolskich (ul. Mickiewicza 6a)[200]

Ewangeliczna Wspólnota Zielonoświątkowa
- Ewangeliczna Wspólnota Zielonoświątkowa w Strzelcach Opolskich (ul. Krakowska 30)[201]

#### Świadkowie Jehowy
- zbór Strzelce Opolskie (w tym grupa ukraińskojęzyczna) – Sala Królestwa[202]

### Cmentarze
Na terenie miasta zlokalizowane są dwa cmentarze, komunalny i parafialny, oba przy ul. Gogolińskiej. Poza tym istnieje nieczynny cmentarz ewangelicki, zamknięty dla pochówku, ogrodzony i zadrzewiony. Dawniej w mieście znajdował się także cmentarz żydowski (obecnie skwer) i synagoga (obecnie hala sportowa).

## Sport i rekreacja
W Strzelcach Opolskich zadania z zakresu sportu i rekreacji realizuje Referat Sportu i Rekreacji Urzędu Miejskiego w Strzelcach Opolskich, Międzyszkolny Ośrodek Sportowy w Strzelcach Opolskich (MOS) i Centrum Rekreacji Wodnej i Sportu „Strzelec”.
W mieście działa klub Piast, założony w 2002 roku z inspiracji osób, które widziały duże zapotrzebowanie z uwagi na rozwiązanie klubu Pionier.

Do 2010 roku istniał również klub Budowlani.
Do obiektów sportowych w mieście należy:
- hala sportowa przy PSP Nr 1 przy ul. Kozielskiej[208] z 694 miejscami na widowni[209]
- stadion miejski z pełnowymiarowym boiskiem do piłki nożnej, boiskiem treningowym do piłki nożnej, boiskiem wielofunkcyjnym ze sztuczną nawierzchnią oraz bieżnią okólną[208]
- boiska „Orliki” przy PSP Nr 7 oraz przy Centrum Kształcenia Zawodowego i Ustawicznego w Strzelcach Opolskich[210]
- boisko sportowe na Mokrych Łanach[211]
- lodowisko „Biały Orlik” przy PSP Nr 7 czynne w okresie zimowym
- Centrum Rekreacji Wodnej i Sportu „Strzelec”, w którego skład wchodzi kryta pływalnia oraz odkryty basen letni[210]
- hala sportowa przy Placu Żeromskiego[210] (była synagoga)
- siłownie zewnętrzne na świeżym powietrzu (park miejski, os. Piastów Śląskich, Mokre Łany)[211]
- kryte korty tenisowe na Rybaczówce[210] i inne korty[211]
- sale sportowe przy szkołach podstawowych – PSP Nr 1 (przy ul. Wawrzyńca Świerzego na Mokrych Łanach), Nr 4 i Nr 7[212]
- plac rekreacyjno-sportowy Street Workout Park na Os. Piastów Śląskich[211]
- górka „Kaśka” w parku miejskim funkcjonująca w okresie zimowym[211].

Ponadto na terenie osady Koszyce (i w pobliskim Szymiszowie) hodowane są konie i organizowane jazdy konne.
Pod adresem hali sportowej przy ul. Kozielskiej swoją siedzibę ma klub siatkarski ZAKSA Strzelce Opolskie określany jako „rezerwa” dla klubu ZAKSA Kędzierzyn-Koźle, jednego z najbardziej utytułowanych klubów siatkarskich w Polsce.
Formy rekreacji i wypoczynku zapewniają otwarte tereny zielone, a zwłaszcza park miejski (Park Renardów), teren rekreacyjny Rybaczówka oraz Park Leśny (ul. Opolska), a poza tym ogródek jordanowski (ul. Jordanowska), place zabaw (m.in. Mokre Łany, Nowa Wieś, Rybaczówka, Os. Piastów Śląskich, ogródek jordanowski, ul. Sosnowa) oraz ogródki działkowe.

## Strzelce Opolskie w literaturze
- Akcja powieści Michaela Sowy Tam, gdzie nie pada[218]"Czereśnie od świętej Anny" i "Cmentarz sierotek" rozgrywa się w Strzelcach Opolskich i okolicach[219]